# Difesa del Reich
L'espressione difesa del Reich (in tedesco Reichsverteidigung) indica la campagna strategica di difesa aerea combattuta dalla Luftwaffe nei cieli sopra i territori occupati dalla Germania nazista, oltre che sul suolo metropolitano della Germania stessa, nel corso della seconda guerra mondiale. Il suo scopo era quello di prevenire la distruzione delle infrastrutture militari e civili tedesche da parte dei bombardamenti degli Alleati.
I combattimenti aerei diurni e notturni sopra la Germania coinvolsero migliaia di aeroplani; la campagna di difesa del Terzo Reich fu una delle più lunghe in tutta la storia della guerra aerea, essendo – insieme alla battaglia dell'Atlantico e al blocco navale della Germania – la più lunga battaglia del periodo 1939-1945.
Il comando caccia dell'aeronautica militare tedesca, la Jagdwaffe, difese lo spazio aereo dei territori occupati dalla Germania contro gli attacchi prima del Bomber Command della Royal Air Force britannica, e poi del Bomber Command e dell'U.S. Army Air Forces statunitense insieme. Inizialmente la Luftwaffe riuscì a opporsi efficacemente alle forze aeree strategiche alleate, obbligando la RAF a operare di notte per ridurre le perdite a partire dal 1939 e costringendo l'USAAF a sospendere i bombardamenti diurni nel 1943. Gradualmente però gli Alleati introdussero innovazioni tecnologiche (come i radar di navigazione aeroportati) e tattiche (come la cosiddetta bomber stream), che consentirono di portare avanti attacchi sempre più massicci riducendo le perdite a livelli accettabili. Nel 1944 vennero introdotti aerei da caccia capaci di scortare i bombardieri statunitensi, che operavano di giorno, fino all'obiettivo e ritorno.
La Luftwaffe perse la superiorità aerea sulla Germania nella primavera del 1944; entro l'estate di quell'anno cominciò a soffrire di cronica scarsità di carburante e di piloti ben addestrati; entro il 1945 cessò di essere una forza di combattimento efficiente, nonostante l'introduzione dei nuovi, avanzatissimi caccia con motore a reazione. La campagna di bombardamenti alleata, che causò danni ingenti all'industria tedesca oltre che alla popolazione, cessò solo nell'aprile 1945 – pochi giorni prima della capitolazione definitiva della Germania.

## La strategia difensiva della Germania
Avendo avuto un ruolo prevalentemente incentrato sul supporto tattico delle forze di terra, all'inizio della guerra l'aeronautica militare tedesca – la Luftwaffe – era priva di una componente efficace e ben organizzata per la difesa aerea. Nel periodo 1939-1940, in effetti, le azioni diurne dei bombardieri alleati contro i territori sotto controllo tedesco furono sporadiche.
La responsabilità della difesa dello spazio aereo tedesco spettava ai Luftgaukommando, i comandi di distretto aereo; i sistemi di difesa facevano affidamento principalmente sull'artiglieria contraerea. In complesso le difese erano scarsamente coordinate, e le comunicazioni erano inefficienti: le incomprensioni tra le unità di contraerea e i reparti di volo avrebbero afflitto la Luftwaffe per tutto il corso della guerra. Adolf Hitler in particolare voleva che la difesa aerea si basasse principalmente sull'artiglieria antiaerea perché dava alle popolazioni civili un «sostegno psicologico» nonostante la sua sostanziale inefficacia. La regione della Ruhr (che, trovandosi nella Germania nord-occidentale e presentando un'elevata concentrazione di industrie di notevole rilevanza bellica, fu tra i primi obiettivi degli attacchi alleati) era all'inizio della guerra quasi indifesa. Gli unici reparti ivi disponibili erano i Luftgaukommando, che erano assegnati a obiettivi specifici ed erano privi del coordinamento aria-suolo necessario a rendere possibile l'intercettazione dei velivoli nemici.
Il 21 settembre 1939 il capo di stato maggiore della Luftwaffe Hans Jeschonnek chiarificò il ruolo che la caccia diurna avrebbe dovuto avere nella difesa del territorio tedesco. Le unità destinate alla protezione di aree o obiettivi specifici sarebbero rimaste sotto il controllo dei comandi di difesa aerea locali; tutti gli altri reparti da caccia, invece, sarebbero stati posti sotto l'autorità di una delle diverse Luftflotte esistenti, e avrebbero protetto gli obiettivi «in un modo direttamente collegato alle necessità dettate dalla strategia per la prosecuzione della guerra aerea». In altre parole, i caccia della Lufwaffe avrebbero rivestito un ruolo allo stesso tempo difensivo e offensivo, conservando la superiorità aerea sul territorio nemico in modo da prevenire gli attacchi ai territori sotto l'occupazione tedesca.

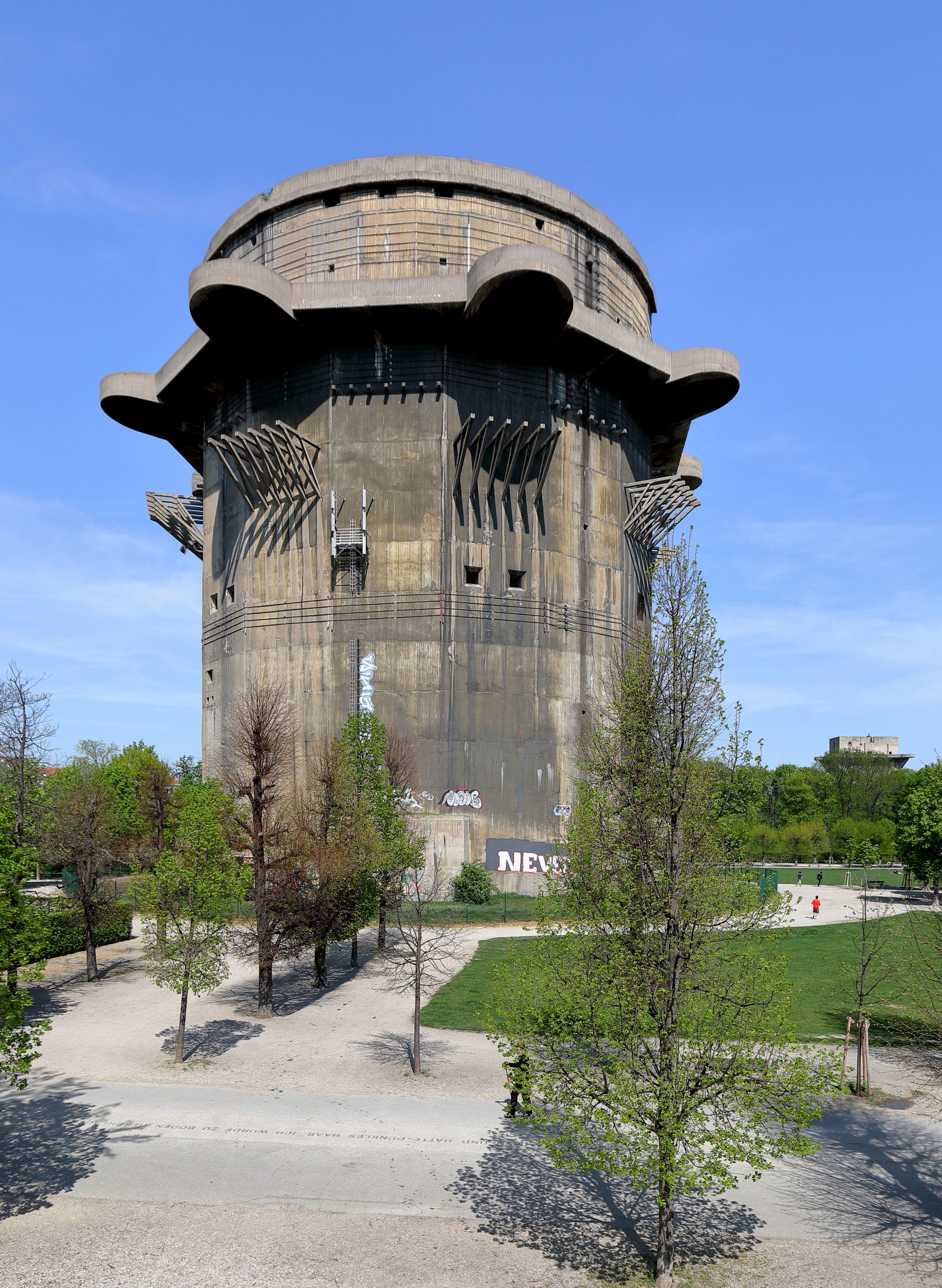
Una Flakturm, torre contraerea fortificata, a Vienna.

Questa strategia funzionò bene al fronte, dove la sovrapposizione di difesa e attacco rimase a livello tattico; a livello strategico, però, divenne presto chiaro che la mancanza di esperienza, di addestramento specifico e di coordinamento tra i reparti della contraerea e le Fliegerdivision ponevano serie difficoltà agli sforzi della difesa. Con l'artiglieria sostanzialmente inefficace e solo sette Gruppe a proteggere lo spazio aereo tedesco, gli obiettivi strategici erano coperti piuttosto male; tuttavia all'inizio della guerra gli Alleati non avevano a disposizione né un numero sufficiente di aeroplani e uomini, né i mezzi tecnologici adatti per approfittare a fondo di questa situazione; l'evoluzione della difesa quindi non progredì di molto.
La maggior parte delle battaglie combattute dalla Lufwaffe sul fronte occidentale nelle prime fasi della guerra furono quelle contro i raid Circus della RAF; solo occasionalmente ebbe luogo qualche scontro in occasione di attacchi in profondità nello spazio aereo tedesco. Dal punto di vista della Germania questa circostanza fu fortunata, perché consentì alla strategia "periferica" di Jeschonnek, che aveva portato la Luftwaffe a dislocare la grande maggioranza delle sue forze vicino ai confini dell'area dell'occupazione tedesca, di reggere finché nel 1942 non cominciarono a rovesciarsi le sorti del fronte orientale.

## La preparazione tedesca
Anche se la Luftwaffe finì per destinare alla campagna di difesa del Reich più risorse di quante la RAF ne avesse accumulate nel corso della battaglia d'Inghilterra nel 1940, non riuscì a impegnarle in combattimento in un momento in cui l'offensiva aerea alleata avrebbe ancora potuto essere arrestata. Nel 1940-1942 la Luftwaffe commise una serie di errori cruciali riguardanti le catene di comando, la produzione industriale e l'organizzazione dell'addestramento che avrebbero infine causato la sua sconfitta. In sostanza i comandanti tedeschi non riuscirono a mettere a punto una strategia a lungo termine coerente e, in particolare, l'inefficienza operativa e strategica della Luftwaffe fu aggravata dal fatto che la difesa aerea venne a lungo considerata un fatto non prioritario. La strategia del "culto dell'offensiva" fu efficace fino al 1941; tuttavia, quando iniziò la guerra di logoramento, fattori come la crescente potenza industriale degli alleati, l'incapacità di sviluppare dottrine e tattiche di combattimento, e la necessità di dividere le proprie forze su quattro fronti, avviarono la Luftwaffe (e la Germania stessa) verso la sconfitta.

### Organizzazione e pianificazione
Le difese tedesche facenti capo alla Jagdwaffe, una sorta di "comando caccia", non erano considerate parte del complesso offensivo della Luftwaffe e quindi – data la strategia tedesca di concentrarsi sull'aviazione da attacco per ottenere la superiorità aerea sul territorio nemico – esse erano considerate di secondo piano e scarsamente importanti. La Jagdwaffe non fu oggetto di adeguati investimenti nel corso degli anni trenta, rimase sottosviluppata rispetto alle altre componenti dell'aeronautica militare tedesca e, perciò, non riuscì a espandersi a sufficienza a ostilità iniziate. Essa era stata costituita molto in fretta poco prima dell'inizio della guerra, del che la sua coesione e la sua organizzazione avevano sofferto; solo nove stormi (Geschwader, con al massimo un centinaio di aeroplani ciascuno) erano operativi nel 1939, e nessun altro venne formato fino al 1942.
Un'altra conseguenza del ruolo subalterno affidato alla Jagdwaffe fu che essa non ebbe mai alcun rappresentante presso l'alto comando; non venne affidata ad un comando unificato, ma la sua amministrazione rimase divisa tra le varie Luftflotte. Quando finalmente vennero creati nuovi reparti difensivi di caccia gli effettivi a disposizione della Jagdwaffe aumentarono solo di un terzo; inoltre, la pianificazione della difesa avvenne sempre in ritardo, solo in risposta alle attività degli Alleati.

### Sviluppi tecnologici ed equipaggiamento
Né presso il ministero dell'aviazione tedesca (il Reichsluftfahrtministerium, RLM) né presso l'alto comando della Luftwaffe (l'Oberkommando der Luftwaffe, OKL) esistevano sezioni preposte allo sviluppo di nuove tattiche o tecnologie. A partire dal 1940 la pianificazione fu caratterizzata da una certa miopia e la necessità di migliorare il livello tecnico degli aeroplani a disposizione della Jagdwaffe fu trascurata, perché ogni avanzamento qualitativo avrebbe in parte compromesso a livello quantitativo la produzione di aerei "standard". Questo implicò che modelli anziani, o versioni obsolete di modelli correnti, vennero tenuti in produzione troppo a lungo. Inoltre l'OKL, che non riusciva a produrre caccia in numero sufficiente, rifiutò di compensare questa deficienza riducendo la produzione di bombardieri fino alla metà del 1944. Anche allora, comunque, gli effetti furono limitati: la nuova generazione di caccia con propulsione a reazione (rappresentata principalmente dal Messerschmitt Me 262) entrò in servizio in ritardo a causa di incomprensioni sul ruolo tattico-strategico da attribuire a questi aerei e di difficoltà oggettive nel loro sviluppo; quando infine i caccia a getto entrarono in azione ottennero considerevoli successi, che però non furono sufficienti a mettere in crisi l'offensiva alleata. La responsabilità di questi fallimenti fu attribuita ad Adolf Galland, che aveva ricoperto la carica di General der Jagdflieger tra il novembre 1941 e il gennaio 1945.

### Selezione e addestramento dei piloti
Un altro aspetto della predilezione della Luftwaffe per le forze da bombardamento, che la portò a trascurare i caccia, riguardò la preparazione dei piloti. Le scuole di volo avevano maggior interesse a produrre buoni piloti di bombardieri piuttosto che di caccia. La Luftwaffe non fu in grado di garantirsi personale di alto livello e ingegneri competenti come la marina (Kriegsmarine) e la componente armata delle SS (Waffen-SS). L'organizzazione soffriva per la scarsità di buoni piloti da caccia e di validi comandanti di unità; Galland notò che il numero di ore di volo previste dall'addestramento era troppo ridotto, e che in particolare la preparazione dei piloti da caccia aveva delle mancanze per quanto riguardava il volo su velivoli non da addestramento, il volo in formazione, l'impiego delle armi di bordo, il combattimento ravvicinato; inoltre l'addestramento al volo strumentale era quasi nullo.
L'addestramento sistematico dei comandanti di formazione non cominciò se non dopo il 1943. A causa dell'ira del comandante in capo della Luftwaffe Hermann Göring contro i comandanti di reparto più esperti all'indomani della sconfitta nella battaglia d'Inghilterra, alla fine del 1940 la maggior parte di essi era stata rimpiazzata da comandanti più giovani e dotati di minore esperienza; lo stesso avvenne, più tardi, con i comandanti delle Jagddivision, le divisioni da caccia. Questo ovviamente privò le unità da combattimento dei leader più esperti. Anche nei gradi più elevati delle gerarchie la Luftwaffe si trovò sempre con pochi ufficiali veramente competenti ed esperti.
Solo il 5% degli ufficiali dello stato maggiore della Luftwaffe erano laureati in una materia tecnico-scientifica; i più provenivano da scuole di stampo classico (Haumanistische Gymnasien) piuttosto che tecnico (Real Gymnasien) e tenevano i tecnici in scarsa considerazione. Questo portò a sottovalutare l'importanza di tecnologie d'avanguardia, in particolare il radar, per cui tali ufficiali non avevano dimostrato alcun interesse. A ciò si aggiunse una diffusa tendenza a trascurare la logistica e l'intelligence.

### Tattiche e strategie operative
A partire dal 1942, con l'intensificarsi delle operazioni alleate, la Jagdwaffe fu poi costretta a compiere più missioni di quelle che era in grado di sostenere; nello stesso periodo la necessità di deviare gran parte delle risorse al fronte orientale impedì di costituire una robusta ed efficiente forza aerea per la difesa del Reich. Le forze per la Reichsverteidigung vennero messe insieme poco alla volta e senza organicità. I gruppi di volo vennero separati dai comandi degli stormi di appartenenza per iniziativa dell'OKL; la logistica, l'organizzazione e le comunicazioni vennero trascurate durante questi spostamenti delle unità da un comando all'altro, causando una certa confusione e riducendo l'efficienza operativa.
La prosecuzione delle operazioni nonostante il frequente cattivo tempo stremò le unità di caccia e causò gravi perdite, le quali a loro volta influirono negativamente sul morale degli aviatori e sulla loro fiducia nell'alto comando. L'intensità dei raid alleati richiedeva sempre che i difensori impegnassero per contrastarli tutte le forze disponibili, il che logorava rapidamente i reparti della Jagdwaffe. Contro i bombardieri statunitensi vennero impiegati con insistenza i caccia pesanti Messerschmitt Bf 110 e Me 410 – equipaggiati con cannoncini pesanti da 37 e 50 mm – che però subirono perdite notevoli e, essendosi rivelati inadatti a questo ruolo, vennero ritirati dal servizio nei reparti di caccia diurna. Nel 1944, per un periodo, i comandanti dei bombardieri tedeschi vennero addirittura convertiti rapidamente per far condurre loro missioni di caccia, con esiti disastrosi dovuti all'inadeguatezza del loro addestramento.
| 1939 (dal 1º settembre) | 2 518  |
| 1940                    | 10 247 |
| 1941                    | 13 005 |
| 1942                    | 15 574 |
| 1943                    | 24 947 |
| 1944                    | 40 288 |
| 1945 (fino al 31 marzo) | 7 570  |

Anche nel campo delle tattiche di combattimento aereo ci furono problemi; Galland predicava una dottrina di combattimento rigorosamente offensiva, anche per le missioni di tipo difensivo, la quale veniva spesso ignorata dai piloti; in tal modo le formazioni di Messerschmitt Bf 109 e Focke-Wulf Fw 190 risultavano scompaginate, e gli aerei isolati diventavano significativamente più vulnerabili. Altre volte, l'aderenza a tattiche fisse e consolidate andò a scapito della capacità dei piloti di adattarsi e reagire alle situazioni del combattimento.

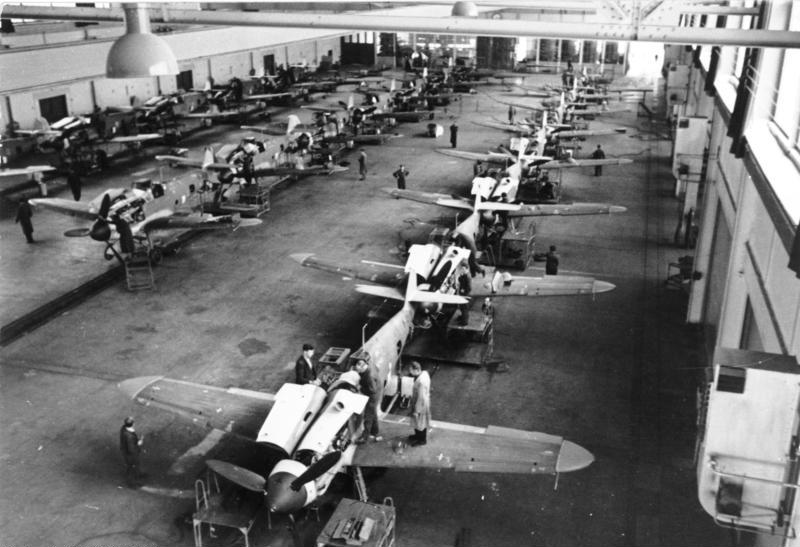
Una linea di produzione industriale del caccia Messerschmitt Bf 109 nel 1943. Nonostante gli sforzi, la produzione di caccia destinati alla difesa aerea del territorio sotto il controllo tedesco fu sempre insufficiente.

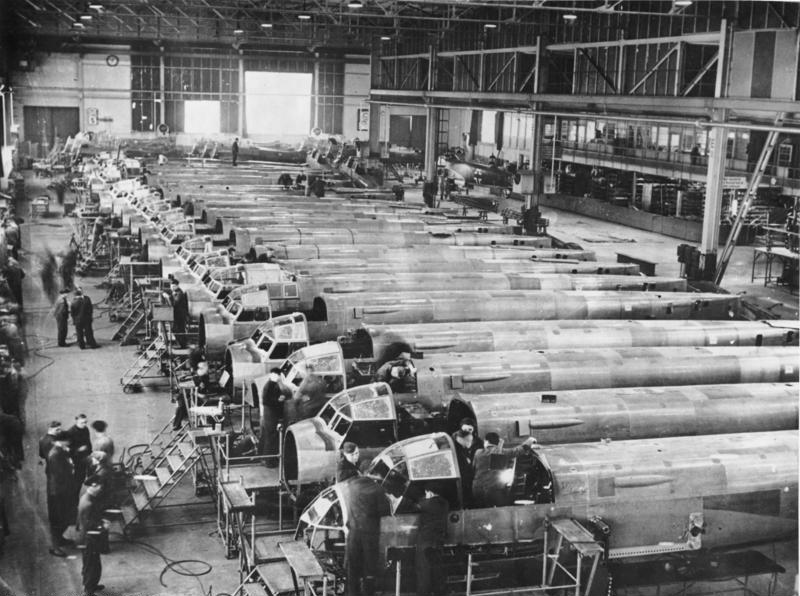
Catena di montaggio di bombardieri Junkers Ju 88. Un altro fattore che danneggiò la capacità difensiva della Luftwaffe fu la precedenza accordata alla produzione dei bombardieri rispetto ai caccia.

### La produzione industriale
Dal momento che il cosiddetto "programma Göring" prevedeva la capitolazione dell'Unione Sovietica entro il 1941, non venne compiuto alcuno sforzo per incrementare la produzione dell'industria aeronautica tedesca allo scopo di far fronte all'aggravarsi del logoramento causato dalle offensive alleate. Già nel settembre 1939 l'industria faticava a raggiungere i livelli di produzione previsti dalla pianificazione, con un difetto rispetto a quanto previsto anche del 33%. In seguito le riforme di Erhard Milch aumentarono l'efficienza dell'industria aeronautica, portando la produzione di aeroplani a un totale di 981 al mese (311 erano caccia) nel 1941. Nel 1942 vennero costruiti in media 1 296 nuovi aerei (434 caccia) al mese. Gli aumenti della produzione però furono complicati dalla domanda di mezzi che proveniva contemporaneamente dall'esercito e dalla marina: per esempio, benché il 74% dell'alluminio disponibile fosse destinato alle necessità dell'industria aeronautica, 4 641 tonnellate di questo metallo vennero impiegate per produrre i contenitori delle munizioni necessari ai reparti di artiglieria; Milch lo giudicò un errore, affermando che con una tale quantità di alluminio avrebbero potuto essere prodotti 1 000 bombardieri Dornier Do 217 o 4 000 caccia Messerschmitt Bf 109. Avviando una politica di risparmio, riuso e riciclo, che includeva l'ordine di impiegare di nuovo il metallo recuperato dagli aerei precipitati, Milch riuscì ad aumentare la disponibilità delle materie prime metalliche del 57%. In questo modo, nonostante i fallimenti di Göring e del suo alto comando, la produzione tedesca di aerei da guerra venne stabilizzata.
Hans Jeschonnek inizialmente si oppose alla politica di Milch per l'aumento dell'efficienza, salvo cambiare opinione nel giugno 1941 e suggerire di aumentare la produzione mensile di caccia a 900 apparecchi al mese. Nell'inverno del 1941-1942, comunque, solo il 39% del totale dei caccia disponibili erano effettivamente in condizioni operative e il numero totale di aerei in servizio era aumentato rispetto al giugno del 1941 di solo 60 unità.
La campagna di bombardamento alleata costrinse le industrie tedesche a decentrarsi e delocalizzarsi, causando una certa dispersione della produzione che impedì che il programma di espansione di Milch accelerasse al massimo delle sue potenzialità; nel 1944, nonostante tutto, la produzione di aeroplani dell'industria tedesca toccò un picco di 3 000-3 300 aerei al mese, anche se a quel punto la scarsa disponibilità di carburante e di piloti ben addestrati era tale da rendere impossibile approfittare appieno di questo risultato. L'incapacità di massimizzare la produzione immediatamente dopo i fallimenti in Unione Sovietica e in Nordafrica di fatto assicurò la sconfitta strategica della Lufwaffe nel periodo tra il settembre 1943 e il febbraio 1944, nonostante le vittorie tattiche che essa riuscì a ottenere.

## Contro il Bomber Command tra il 1939 e il 1941

### Operazioni diurne
Negli anni precedenti lo scoppio della seconda guerra mondiale, la RAF aveva sviluppato una precisa dottrina sull'impiego del bombardamento strategico. Gli strateghi britannici ritenevano che, a causa della scarsa precisione garantita dalle tecnologie di puntamento disponibili all'epoca, il tipo di attacco con le migliori possibilità di successo fosse il bombardamento d'area delle zone industriali delle grandi città. Questa teoria era appoggiata anche dall'Air Chief Marshall della RAF Charles Portal, che era convinto che fiaccare il morale della popolazione tedesca colpendo le città fosse un fattore chiave verso la vittoria. Portal argomentava che il morale bombing avrebbe accompagnato con successo il bombardamento di obiettivi strategici perché avrebbe colpito gli operai delle industrie tedesche e, uccidendoli o minando il loro morale, avrebbe danneggiato la capacità produttiva del nemico. Questa politica nasceva a sua volta dalle convinzioni del primo Air Chief Marshall, Hugh Trenchard, che aveva iniziato a considerare l'importanza di portare la guerra sul suolo nemico già dalla prima guerra mondiale. Alcuni auspicavano addirittura che i danni materiali e psicologici causati dai bombardamenti sarebbero stati talmente gravi da portare le popolazioni della Germania e dei territori occupati a rivoltarsi contro il regime nazista.

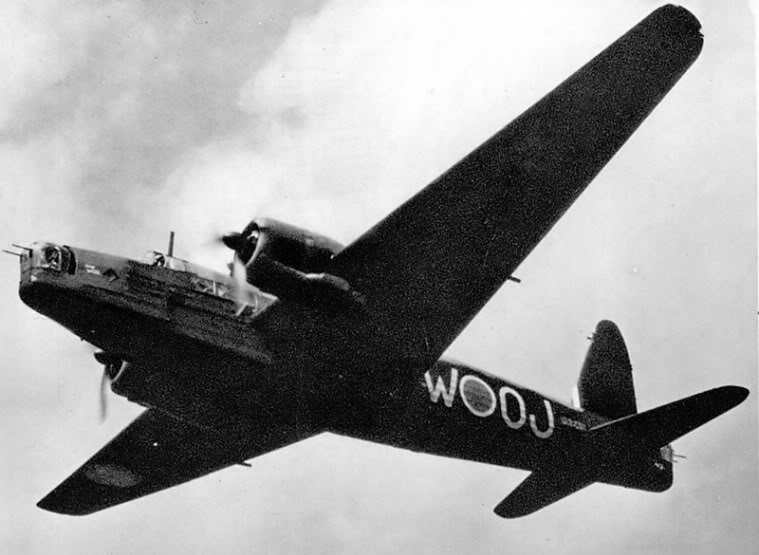
Un bombardiere Vickers Wellington della RAF nel 1940.

Nonostante questa ambiziosa strategia, la RAF era entrata in guerra nel 1939 senza una flotta di bombardieri in grado di portare a termine una campagna di bombardamenti strategici a lungo raggio e su larga scala. La spina dorsale del Bomber Command era costituita all'inizio del conflitto dai bimotori Bristol Blenheim, Vickers Wellington, Handley Page Hampden e Armstrong Whitworth Whitley, relativamente leggeri ed estremamente vulnerabili agli attacchi dei caccia nemici durante le operazioni diurne. Tra il settembre 1939 e il maggio 1940 comunque entrambe le parti evitarono di colpire obiettivi civili; il ruolo principale del comando bombardieri inglese fu in questa fase fu quello di lanciare volantini.
Quella che sarebbe diventata la più lunga campagna di difesa aerea del conflitto cominciò il pomeriggio del 4 settembre 1939, il giorno successivo alla dichiarazione di guerra del Regno Unito contro la Germania. L'obiettivo dei bombardieri della RAF era la base navale di Wilhelmshaven, che continuò a subire attacchi continui fino al dicembre 1939. Già in questa prima fase le perdite furono gravi. Il 18 dicembre ebbe luogo la battaglia aerea della baia di Helgoland, nella quale il comando bombardieri perse 12 aerei su 22. Costretto ad ammettere l'impossibilità di continuare a subire perdite così pesanti, all'inizio del 1940 il Bomber Command decise di passare ai bombardamenti notturni.
Uno degli argomenti principali dei vivaci dibattiti tra gli strateghi britannici tra il 1939 e il 1941, i quali avrebbero posto le basi della strategia di bombardamento della RAF per tutto il resto del conflitto, riguardavano la reale entità dei danni inflitti dai bombardamenti. Alcuni all'Air Ministry ritenevano che la precisione delle tecnologie di puntamento fosse troppo scarsa per consentire di ottenere effetti concreti. Secondo un rapporto ufficiale, volando di notte con solo mappa e bussola come strumenti di navigazione, appena un equipaggio su tre riusciva a sganciare il suo carico offensivo in un raggio di 8 chilometri dal bersaglio. L'attendibilità di rapporti come questo, comunque, fu oggetto di controversie.
Quando, nel 1942, Arthur Harris assunse il comando del Bomber Command, usò l'imprecisione dei bombardamenti notturni come argomento a favore della dottrina del bombardamento indiscriminato delle aree urbane tedesche.

### Operazioni notturne
La Luftwaffe dovette quindi adattarsi a contrastare i bombardieri britannici di notte. Il generale Josef Kammhuber, comandante della Nachtjagd (la caccia notturna tedesca), chiese la collaborazione di due piloti – Hermann Diehl e Wolfgang Falck – che contribuirono in misura importante a sviluppare il sistema tedesco di difesa aerea notturna. Diehl aveva aiutato a sviluppare il sistema di difesa radar diurno che era stato usato durante la battaglia della baia di Helgoland, e insieme a Falck raccomandò l'uso di dei radar Würzburg per equipaggiare un sistema di controllo e comando delle operazioni notturne. Falck sviluppò inoltre il sistema Hellenachtjagd ("combattimento notturno luminoso") che prevedeva l'impiego di proiettori guidati da radar Würzburg e di gruppi di 12 caccia notturni costruiti appositamente. Il sistema era però inefficace in caso di nebbia o di copertura di nubi maggiore di 5⁄10.

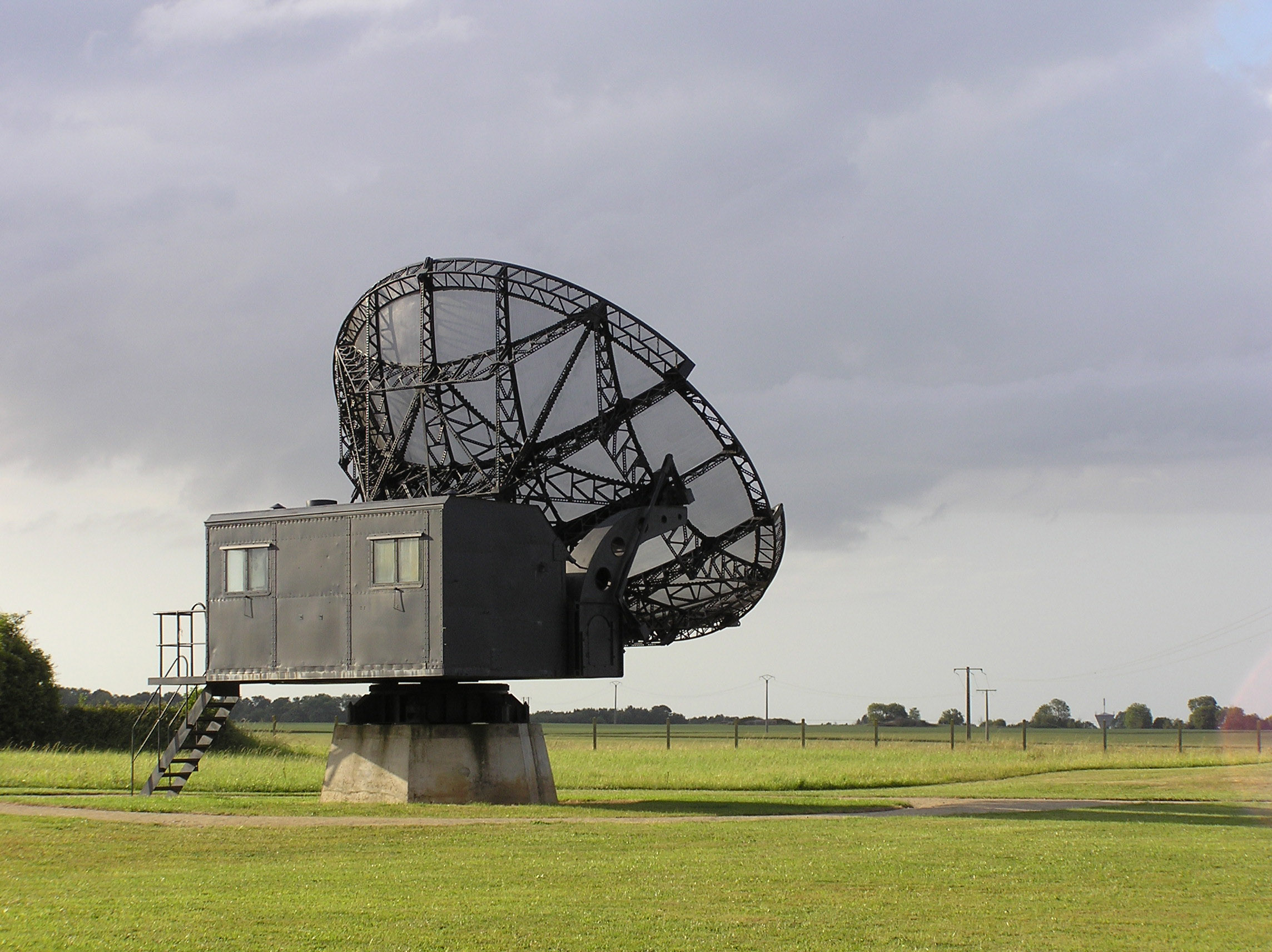
Installazione radar tedesca Würzburg.

Nonostante Kammhuber fosse scettico sulle potenzialità del radar, istituì delle Kombinierte Nachtjagdgebeite ("zone di combattimento notturno combinato") intorno agli obiettivi di maggiore importanza strategica, nelle quali i caccia cooperavano con l'artiglieria contraerea e con stazioni radar Würzburg. Dopo alcuni insuccessi iniziali gli effetti migliorarono presto, ma il sistema dovette essere abbandonato intorno all'ottobre 1940 a causa della scarsa disponibilità di radar a lungo raggio. Le Kombinierte Nachtjagdgebeite vennero sostituite dal sistema Dunkelnachtjagd ("combattimento notturno buio") ideato da Diehl. Esso prevedeva di accoppiare a un proiettore un radar Freya (capace di guidare gli intercettori fino a 500 metri dal bersaglio) ma a sua volta risultò difficile da mettere in pratica a causa dei ritardi nella produzione del Freya. A questo punto Kammhuber si convinse delle potenzialità dei radar aeroportati e, dopo aver consultato il tecnico specializzato della Luftwaffe Wolfgang Martini, diede l'avvio allo sviluppo del radar Licthenstein.
Nonostante le difficoltà in cui si trovava la difesa tedesca, comunque, la maggior parte delle missioni del Bomber Command nel periodo 1940-1941 furono un fallimento. Nella seconda metà del 1940 la RAF perse 170 bombardieri: di essi 42 erano stati abbattuti dai caccia della Luftwaffe e 30 dalla contraerea, mentre i restanti 98 avevano semplicemente terminato il carburante ed erano stati costretti a compiere atterraggi di fortuna, a volte in territorio nemico. Più che la crescente competenza della Luftwaffe nel combattimento notturno, quindi, sulla RAF pesava il cattivo addestramento alla navigazione impartito agli equipaggi negli anni trenta. Nel periodo del cosiddetto Blitz, tra il luglio 1940 e il giugno 1941, le perdite della RAF furono il doppio di quelle della Luftwaffe. La sconfitta dell'offensiva notturna fu ottenuta da una forza di meno di 60 aerei organizzati in 16 squadriglie (staffel). Le difese notturne rivendicarono l'abbattimento di 421 bombardieri della RAF.
Kammhuber avanzò un'altra proposta degna di nota nell'ambito delle tattiche della Luftwaffe: in linea con la strategia tedesca di difendersi attaccando, egli suggerì di seguire i bombardieri britannici per mezzo del radar in modo da individuare le loro basi in Inghilterra, per poi attaccarli al momento del decollo. Dopo una breve fase in cui questa idea venne effettivamente sperimentata, dopo l'ottobre 1941 Hitler intervenne personalmente per porre fine all'iniziativa offensiva di Kammhuber, ritenendo che al morale del popolo tedesco facesse bene vedere i bombardieri alleati precipitare sulla Germania. Questo sollevò Harris e tutto il comando bombardieri da una grave preoccupazione. Nel 1940-1941 gli attacchi portati avanti sulle basi britanniche erano stati responsabili dei due terzi delle perdite della RAF, ma l'occasione di mandare a monte l'offensiva dei bombardieri britannici andò sostanzialmente sprecata. Kammhuber si dedicò allora alla costruzione delle difese della cosiddetta "linea Kammhuber".

### Organizzazione della difesa
L'incapacità della Luftwaffe di proteggere efficacemente Berlino da una serie di raid su piccola scala portati a termine dal Bomber Command durante la battaglia d'Inghilterra (estate 1940) mise in evidenza la necessità di studiare un solido programma di difesa aerea, che sarebbe culminato nel 1944 con la creazione della Luftflotte Reich, una flotta aerea completamente destinata alla difesa del Reich. Nel frattempo, il 27 settembre 1940, Göring ordinò al tenente generale Hubert Weise (che si era distinto comandando la I. Flakkorps – 1ª divisione antiaerea – durante la campagna di Francia) di formare il Luftgaukommando III. In origine questo comando di distretto aereo avrebbe dovuto avere come ruolo principe quello di proteggere Berlino, ma in realtà l'area che dovette difendere si estese fino a Dresda, oltre 150 chilometri più a sud.

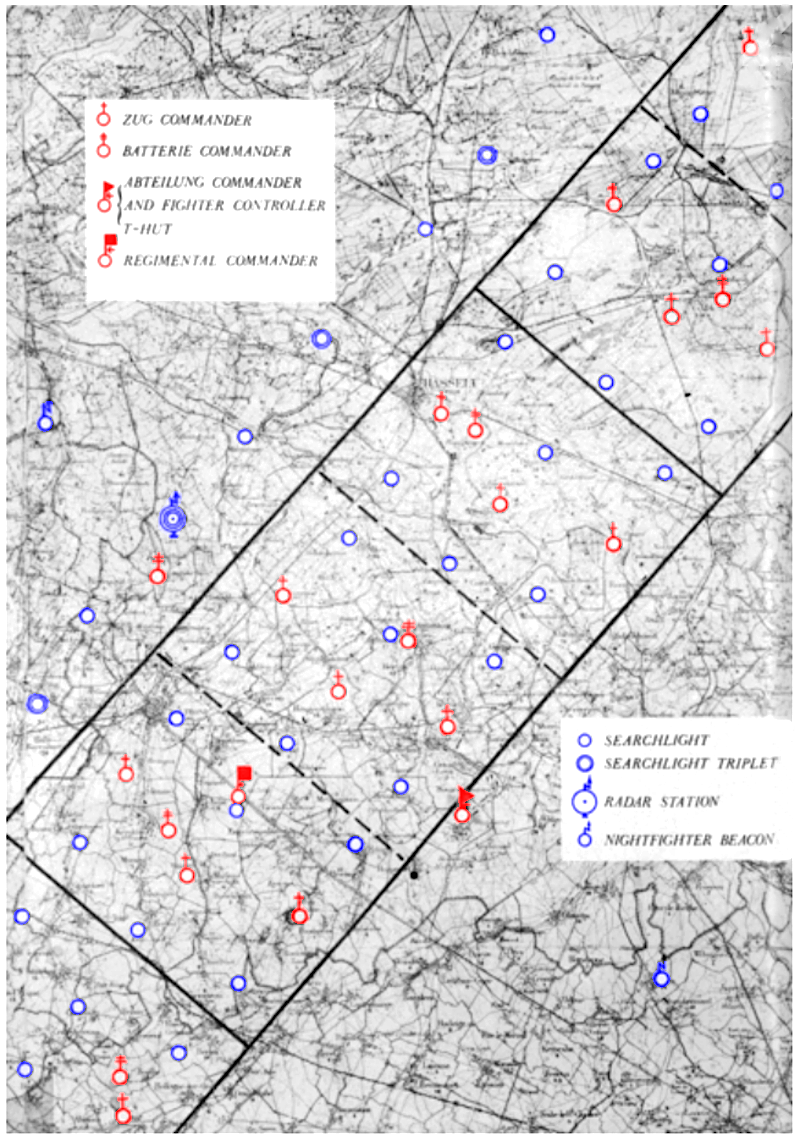
Mappa di una parte della linea Kammhuber rubata da un agente belga e passata ai britannici nel 1942.

Weise formò il Luftwaffenbefehlshaber Mitte, un comando centrale della Luftwaffe, il 24 marzo 1941; creò inoltre la divisione da caccia notturna Nachtjagddivision che, sotto il comando di Kammhuber, aveva il compito di contrastare le operazioni del Bomber Command. La competenza della difesa della Germania meridionale però venne attribuita alla Luftflotte 3 di Hugo Sperrle, il che causò problemi di giurisdizione e coordinazione reciproca. Erhard Milch insistette inutilmente presso Göring affinché venisse creato un comando caccia unificato (come l'inglese Fighter Command); fino a che la Luftflotte 3 non fu praticamente distrutta nella battaglia di Normandia nell'agosto 1944, le difese aeree tedesche rimasero divise tra due comandanti rivali.

### Evoluzione delle difese notturne
Anche se, come si è detto, la strategia difensiva tedesca era improntata a un approccio sostanzialmente offensivo, alcuni degli elementi essenziali a una buona copertura aerea erano disponibili, o in corso di sviluppo, già dal 1939. In Germania esistevano un gran numero di batterie contraeree di buona qualità e di proiettori per guidarne il tiro di notte; oltre ai telemetri ottici e ad apparati di rilevazione del suono stava venendo messa in opera la rete radar Freya, e anche il sistema Würzburg entrò presto in servizio. La Luftwaffe contribuiva alla difesa con il suo caccia diurno più diffuso, il Messerschmitt Bf 109. Tuttavia non esisteva alcun efficiente caccia notturno, e inoltre non c'era né un controllo centralizzato delle difese aeree né un sistema capillare di direzione locale.
Quando, nel maggio 1940, il Bomber Command avviò la campagna di attacchi notturni, i tedeschi non avevano modo di intercettare le formazioni di bombardieri in arrivo. Si cercò di approntare una forza di caccia notturni, e di creare un sistema per dirigerli usando proiettori e dispositivi per la rilevazione del rumore dei motori. Secondo uno schema sperimentato prima dell'inizio della guerra, i caccia volavano in cerchio attorno ai fari, fuori e al di sopra dell'area illuminata, e si buttavano sui bombardieri quando essi venivano colpiti dalla luce (l'apparizione dei bombardieri britannici era resa evidente per i piloti tedeschi dal fatto che tutti i fari si focalizzavano in un'area ristretta). Le unità di artiglieria contraerea avevano l'ordine di sparare ogni volta che era possibile, tranne quando i caccia entravano nella zona illuminata.
In risposta all'offensiva del Bomber Command del 1940, a Kammhuber venne chiesto di organizzare un efficiente sistema di difesa notturna. Nel corso dei tre anni successivi, quindi, egli sviluppò la sofisticata linea Kammhuber. Inizialmente la zona illuminata dai proiettori venne estesa alla Danimarca occupata e alla Francia settentrionale; la rilevazione precoce delle formazioni attaccanti venne affidata a radar a lungo raggio Freya, che operavano congiuntamente con dispositivi acustici e osservatori. Il controllo e la direzione dei caccia notturni e delle batterie contraeree era affidato a radar a breve raggio Würzburg. Tuttavia mancava ancora un aereo che potesse svolgere in modo realmente efficace i compiti di un caccia notturno: il problema venne finalmente risolto adattando al ruolo il caccia pesante bimotore Messerschmitt Bf 110 e il bombardiere medio, pure bimotore, Junkers Ju 88. Essi, avvantaggiati dal pesante armamento e dal fatto di avere almeno tre uomini di equipaggio, ottennero ottimi successi.
Messo a punto un insieme funzionale di mezzi operativi, si iniziò a sviluppare anche qualche considerazione tattica. Dapprima le installazioni contraeree della linea vennero rimosse e spostate intorno alle città, dove era più opportuna una loro concentrazione. Poi vennero installati sui velivoli dei radar da intercettazione aeroportati; essi non piacquero subito agli equipaggi perché le loro antenne erano ingombranti, generavano una cospicua resistenza aerodinamica e limitavano le prestazioni dell'aeroplano. D'altro canto il sistema di guida da terra per mezzo dei radar Würzburg era inefficiente: la linea Kammhuber era divisa in una serie di quadranti, ciascuno delimitato dal raggio d'azione di un radar, e a causa dell'assenza di sistemi elettronici per l'identificazione degli aerei amici da quelli nemici (Identification Friend or Foe, IFF) un solo caccia alla volta poteva essere guidato in un dato settore; per un'intercettazione erano necessari due impianti Würzburg, uno per seguire il caccia e uno per seguire il suo bersaglio; due operatori tenevano traccia del movimento dei due velivoli ciascuno sul suo schermo, e aggiornavano la posizione degli aerei su un pannello per mezzo di indicatori colorati; un terzo inviava le istruzioni al caccia via radio. Fino a quando non fu disponibile un IFF i puntini sugli schermi del radar che rappresentavano aerei tedeschi non potevano essere distinti da quelli che rappresentavano aerei britannici. I radar poi avevano una precisione limitata e, aggiungendo a questo le difficoltà di comunicazione, risultava frequente che le intercettazioni non andassero a buon fine. I radar aeroportati risolsero questi problemi; anch'essi avevano i loro difetti (le prime versioni del radar Lichtenstein ad esempio avevano un angolo di visuale molto stretto, e manovre evasive decise da parte del bombardiere bersaglio potevano far perdere il contatto) ma contribuirono in misura importante a rendere la linea Kammhuber un ostacolo pericoloso per gli aerei del Bomber Command.

## L'USAAF si unisce all'offensiva (1942)

### Il nuovo nemico
L'entrata in guerra degli Stati Uniti d'America in seguito all'attacco giapponese alla base navale di Pearl Harbor del 7 dicembre 1941 e alla successiva dichiarazione di guerra di Hitler dell'11 dicembre fu accolta con preoccupazione dall'Oberkommando der Luftwaffe. Per il primo anno dopo il coinvolgimento americano tuttavia l'offensiva su scala totale che ci si aspettava contro la Germania non venne.

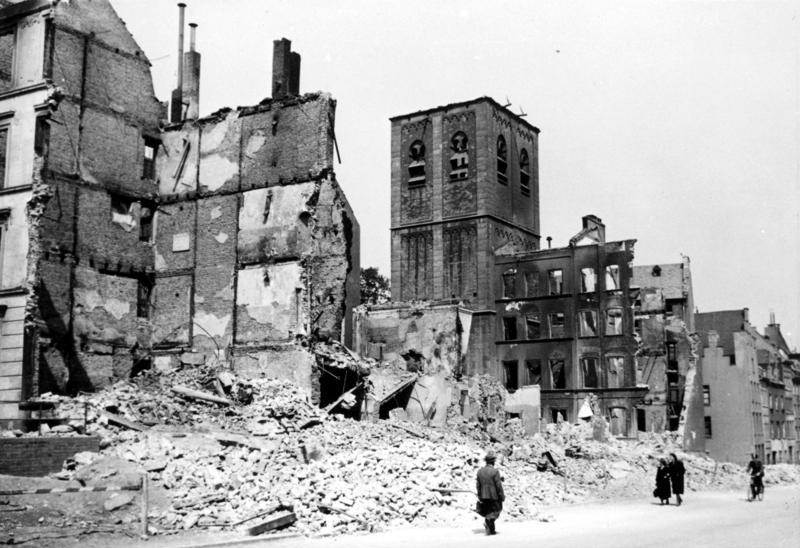
Una strada di Colonia dopo il bombardamento del maggio 1942.

Alla fine del 1942 la Luftwaffe era stiracchiata lungo tutto il fronte orientale e la sua componente più importante e potente, la Luftflotte 4, era impegnata nella battaglia di Stalingrado; in Nordafrica stava perdendo la superiorità aerea e la RAF stava aumentando la frequenza e l'importanza dei suoi raid sulla Francia; la campagna di bombardamenti notturni del Bomber Command, inoltre, iniziava a crescere di intensità. Il bombardamento di Colonia del maggio 1942 era stato il primo grande successo del comando bombardieri.
Nonostante questo alla difesa aerea del territorio del Reich era ancora concessa una priorità limitata. Il 16 maggio, nel corso di una conferenza, Göring fece delle considerazioni di rara lucidità notando che, nelle condizioni presenti, se i bombardieri nemici avessero cominciato a penetrare la linea di caccia tedeschi sulla costa del canale della Manica «in Germania non ci sarebbe stato niente per fermarli». Le cose stavano effettivamente così, ma il fatto che l'aviazione statunitense (U.S. Army Air Forces, USAAF) non avesse ancora portato a termine alcun attacco massiccio e che la RAF avesse fallito per quanto riguardava i bombardamenti diurni fece sì che pochi ufficiali di grado elevato si preoccuparono seriamente per gli sviluppi che l'offensiva strategica alleata avrebbe potuto avere.
Le due grandi unità USAAF che si accollarono il grosso delle operazioni di bombardamento nel teatro europeo furono la Eighth Air Force e la Fifteenth Air Force, l'8ª e la 15ª forza aerea. Esse erano equipaggiate con i bombardieri pesanti quadrimotori Boeing B-17 Flying Fortress e Consolidated B-24 Liberator. I secondi erano più veloci, dotati di maggiore autonomia e carico bellico e disponibili in maggiori quantità; in compenso i primi potevano volare a quote più alte, il che li rendeva meno vulnerabili al fuoco della contraerea.
Nel 1942 i comandanti statunitensi avevano piena fiducia nei loro bombardieri pesanti e non vedevano la necessità di caccia di scorta a lungo raggio e ritenevano (come il Bomber Command all'inizio della guerra) che il bombardiere sarebbe sempre riuscito a passare, aprendosi la strada tra i caccia nemici con le sue mitragliatrici difensive. La tattica del combat box, adottata dalla fine del 1942, sembrava rafforzare ulteriormente le capacità offensive e difensive dei bombardieri quadrimotori dell'USAAF. Il bimotore Lockheed P-38 Lightning a medio raggio era inoltre considerato adatto al ruolo di caccia di scorta, e quindi non venne avviato lo sviluppo di alcun caccia a lungo raggio. La produzione del P-38 tuttavia non aveva ancora raggiunto i livelli necessari e le perdite subite nel teatro del Mediterraneo costrinsero a dislocare lì i Lightning disponibili. Una soluzione provvisoria fu trovata impiegando i Supermarine Spitfire britannici come caccia di scorta, ma questi aerei avevano un'autonomia limitata e, partendo dall'Inghilterra, non potevano spingersi oltre le aree costiere dell'Europa continentale.

### Gli obiettivi strategici statunitensi
Gli obiettivi strategici degli statunitensi erano diversi da quelli dei britannici, dal momento che il morale della popolazione civile non era considerato di importanza primaria dai comandanti dell'USAAF. L'intelligence dell'aviazione americana riteneva piuttosto che gli attacchi contro bersagli di elevata importanza economica, come le industrie e le centrali elettriche, avrebbero ottenuto gli stessi risultati a cui mirava la RAF senza però quello che veniva considerato «bombardamento indiscriminato dei civili».
Secondo l'intelligence statunitense, alla fine del 1941 la Wehrmacht e l'industria bellica che le dava supporto erano già vicine al limite delle loro possibilità; essa quindi suggerì alcuni obiettivi che riteneva particolarmente sensibili, come le raffinerie di petrolio e le fabbriche di gomma sintetica, che vennero inclusi nella linea guida strategica denominata Air War Plan 42. Questi obiettivi divennero l'obiettivo principale dell'USAAF per via dell'errata convinzione che la Wehrmacht fosse perlopiù motorizzata. Tra il 1942 e il 1943, poi, a causa dell'inasprirsi della battaglia dell'Atlantico, alla lista di obiettivi prioritari vennero aggiunte anche le basi degli U-Boot. La più grande differenza tra la strategia degli statunitensi e quella dei britannici stava nell'importanza che i primi attribuivano alla distruzione diretta della Luftwaffe, laddove i secondi pensavano di poter raggiungere quell'obiettivo colpendo l'industria.
Gli statunitensi miravano quindi a sconfiggere l'aviazione tedesca contemporaneamente in aria e a terra, colpendo duramente l'industria aeronautica, fino a rendere la Luftwaffe praticamente incapace di minacciare la futura invasione alleata del continente. Il generale Ira C. Eaker propose quindi un'offensiva combinata, denominata operazione Pointblank, che prevedeva di affiancare ai bombardamenti d'area portati avanti di notte dai velivoli della RAF una campagna diurna di bombardamenti di precisione sugli obiettivi industriali tedeschi, che sarebbe stata svolta dall'USAAF. Harris si oppose inutilmente a che le forze statunitensi venissero impiegate per bombardamenti di precisione, continuando a predicare la maggiore efficacia del bombardamento d'area sulle città. I successi del Bomber Command nei bombardamenti della regione della Ruhr e di Amburgo, uniti ai fallimenti dell'USAAF nel corso del 1943, sembrarono dargli ragione. I B-17 e i B-24 che volavano senza scorta, di giorno, sul territorio tedesco ebbero perdite molto pesanti, che costrinsero l'USAAF a interrompere questo tipo di missioni nell'ottobre 1943. Fu solo quando si rese disponibile una nuova arma tattica, il caccia di scorta a lungo raggio North American P-51 Mustang, che le missioni diurne sulla Germania poterono ricominciare.

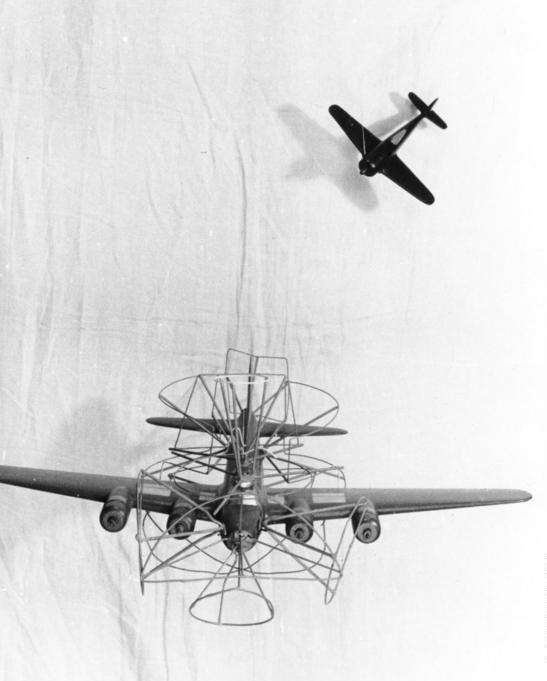
Materiale didattico di una scuola di volo per piloti da caccia tedeschi: il modellino dell'aereo quadrimotore, un B-17E/F, mette in evidenza le aree coperte dalle mitragliatrici difensive di bordo.

### Il punto di vista della Luftwaffe
Il comando tedesco aveva una bassissima considerazione dell'aviazione statunitense; in un'occasione Göring assicurò a Hitler che il B-17 era una macchina con pessime caratteristiche di combattimento (e aggiunse anche che gli americani non sarebbero stati in grado di costruire un frigorifero decente). Nel luglio 1942 Jeschonnek, dal canto suo, mentre ascoltava una conferenza sul potenziale offensivo alleato affermò: «Ogni bombardiere quadrimotore che gli Alleati costruiscono mi rende felice, perché so che lo abbatteremo esattamente come abbiamo abbattuto quelli bimotori».
Questo risulta particolarmente strano considerando che, prima dell'inizio delle ostilità, le fonti dell'intelligence tedesca a Washington avevano raccolto informazioni dettagliate sullo stato dell'industria aeronautica statunitense e sulle prestazioni presenti e potenziali degli aeroplani americani. Jeschonnek cambiò idea in fretta, recuperò i rapporti degli anni trenta e li inviò a Hitler e a Göring sottolineando la gravità della minaccia rappresentata dall'USAAF. Per quanto lo riguardava la produzione massiccia di caccia e lo sviluppo di nuovi intercettori erano fatti di altissima priorità. Hitler e Göring, tuttavia, ignorarono le affermazioni e le richieste di Jeschonnek. Preoccupato, costui si rivolse al generale Friedrich von Boetticher – che prima della guerra era stato parte della delegazione tedesca a Washington:
Jeschonnek era privo della personalità necessaria per imporre ai suoi superiori la realtà dei fatti e, alla fine, l'ottimismo ufficiale ebbe la meglio.

### Problemi di approvvigionamento tedeschi
Inoltre, le unità tedesche dislocate sul fronte occidentale iniziavano a lamentarsi della scarsità di aerei e delle loro scarse prestazioni. I piloti protestavano per la mancanza di "distruttori" (Zerstörer) Messerschmitt Bf 110 e della scarsa potenza del Messerschmitt Bf 109 in salita. Nonostante l'entrata in servizio del nuovo, temibile Focke-Wulf Fw 190, la capacità della Luftwaffe di mantenersi all'avanguardia dal punto di vista tecnologico iniziava a vacillare. Ehrard Milch e l'asso della Luftwaffe Ernst Udet collaborarono per un periodo al tentativo di incrementare la produzione di aeroplani e a introdurre caccia di tipo più moderno; tuttavia, come spiegarono a un meeting del consiglio industriale del Reich il 18 settembre 1941, la nuova generazione di aerei non era riuscita a materializzarsi e gli aerei di vecchio tipo avrebbero dovuto rimanere in servizio più a lungo del previsto. Nel 1941 l'Fw 190 cominciò a sostituire in parte il Bf 109, avviandosi a sostituirlo nel ruolo di principale caccia della Luftwaffe; esso era meglio armato e più manovrabile del suo predecessore, ma al di sopra dei 6 100 metri di quota le sue prestazioni calavano considerevolmente. Per contro il Bf 109, di cui continuavano a venire prodotte versioni aggiornate, era all'altezza dei caccia alleati a tutte le altitudini; quindi l'OKL decise di mantenere entrambi i modelli in produzione. Nelle fasi più avanzate della campagna di difesa aerea del Reich gli Fw 190 vennero modificati per trasportare un armamento ulteriormente appesantito, assumendo il ruolo principale di "distruttori di bombardieri", mentre i Bf 109 avrebbero conservato le loro prestazioni in altitudine per ingaggiare i caccia di scorta.

## Superiorità diurna della Luftwaffe (1942-1943)

### Le priorità della Germania
L'avvio delle operazioni statunitensi nel teatro europeo fu lento. Passò oltre un anno tra la dichiarazione di guerra di Hitler e il primo attacco aereo dell'USAAF contro la Germania. Piccole formazioni di bombardieri statunitensi B-17 avevano compiuto alcune missioni sulla Francia e sui Paesi Bassi nel 1942, ma con scarsi risultati. Il primo raid statunitense contro il territorio tedesco ebbe come obiettivo Wilhelmshaven e avvenne il 27 gennaio 1943.

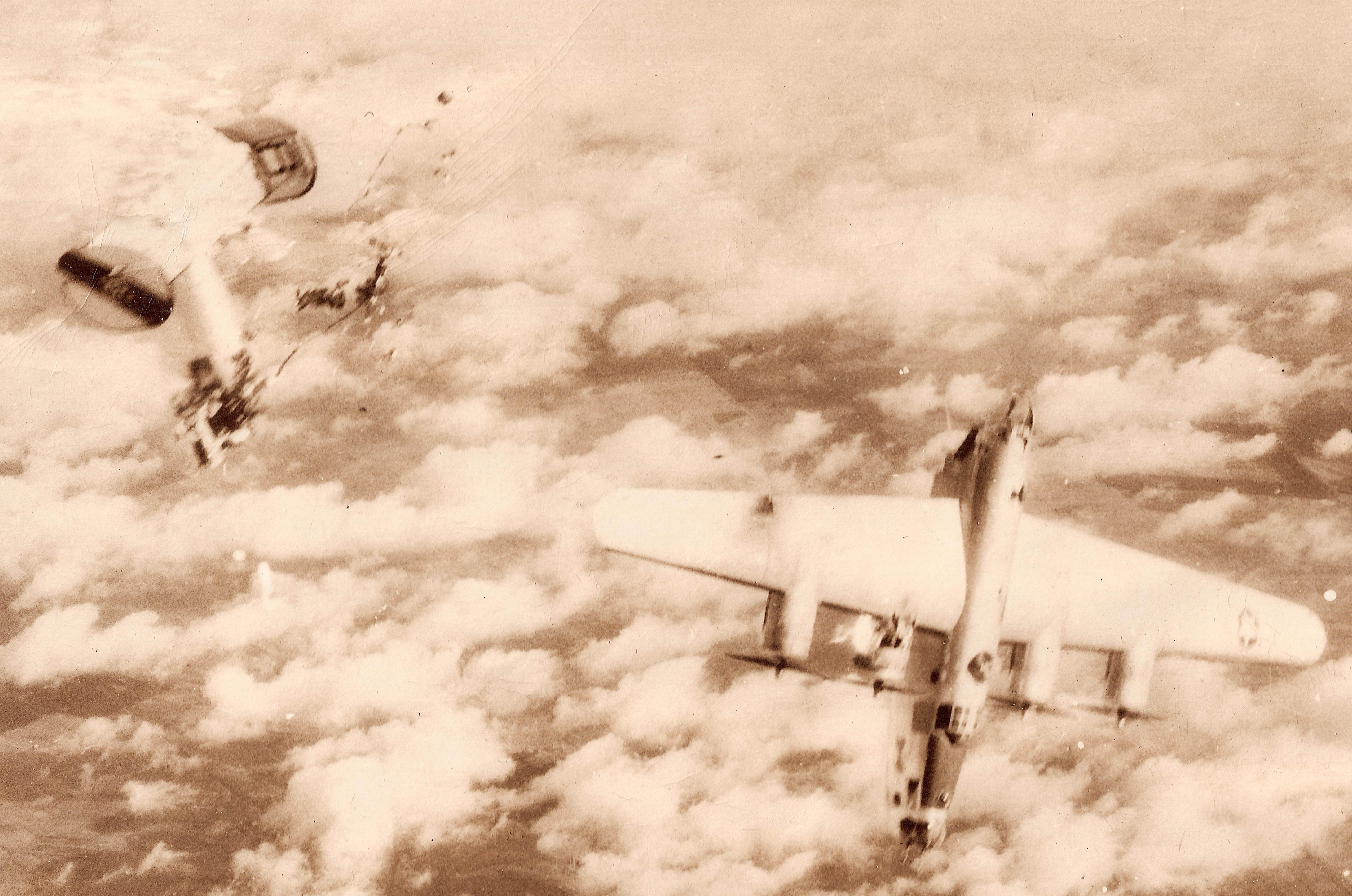
Un B-24 statunitense precipita colpito dalla caccia tedesca.

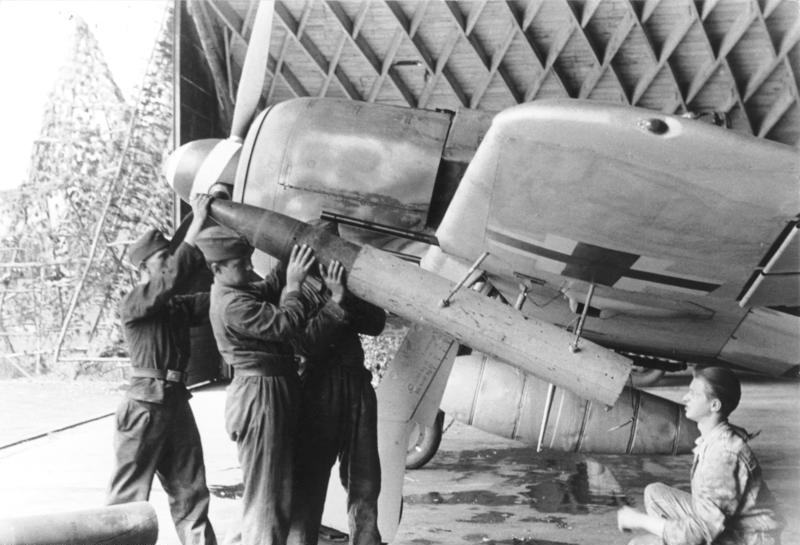
Un Fw 190 viene armato con un lanciarazzi Werfergranate 21; armi come questa ottennero successi di qualche rilievo contro le formazioni di bombardieri statunitensi.

A difesa dei territori del Reich a quell'epoca c'erano la Luftflotte 3 (che proteggeva il Belgio e la Francia) e il Luftwaffenbefehlshaber Mitte, che proteggeva i Paesi Bassi e la Germania. Quest'ultimo consisteva di meno di 200 caccia. Non c'era modo in cui Hitler e Göring potessero essere convinti a incrementare la potenza dell'aviazione da caccia a scapito di quella da bombardamento, e tutti i rinforzi dovevano essere fatti pervenire da altri teatri di guerra.
Gli alti comandi della Luftwaffe in effetti continuarono a fare pressione per aumentare la produzione di bombardieri, mentre poca attenzione veniva posta al problema di sviluppare nuovi tipi di aerei da caccia. Il 22 febbraio 1943, a una conferenza con il suo stato maggiore (che includeva Milch e Jeschonnek), Göring rifiutò di ammettere che gli americani erano dotati di caccia di buon livello, affermando che il Republic P-47 Thunderbolt che compariva allora per la prima volta nei cieli tedeschi era inferiore ai velivoli della Luftwaffe.
Il 18 marzo 1943 Göring contraddisse le sue precedenti affermazioni e sostenne che i progettisti lo avevano frainteso; disse che il Bf 109 era vicino al termine della sua vita operativa e che non c'era in vista un progetto che potesse rimpiazzarlo. Tuttavia Milch e Albert Speer, il nuovo ministro degli armamenti, poterono fare poco per accelerare lo sviluppo di nuovi caccia dal momento che la maggior parte delle loro energie era assorbita dalla necessità di aumentare la produzione dei modelli già in servizio per far fronte all'intensificarsi delle operazioni di bombardamento alleate. Aerei come il Focke-Wulf Ta 152, il Dornier Do 335 e il Messerschmitt Me 262 (quest'ultimo dotato di motore a reazione) subirono gravi ritardi nella fase di sviluppo; perciò le battaglie aeree del 1943 e 1944 dovettero ancora essere combattute dai Bf 109, Bf 110, Ju 88 e Fw 190.

### Sconfitta dell'offensiva diurna statunitense
Cionondimeno, l'efficienza e la validità bellica delle forze da caccia della Luftwaffe arrivò al massimo proprio nel 1943. Senza un caccia di scorta con un raggio d'azione sufficiente per accompagnare i bombardieri fino all'obiettivo e ritorno i quadrimotori USAAF (che operavano sempre di giorno) subirono perdite molto gravi. Per esempio la missione del 17 agosto 1943, diretta contro una fabbrica di cuscinetti a sfera a Schweinfurt e contro le industrie aeronautiche di Ratisbona, costò la perdita di 60 quadrimotori B-17 su 376, a cui si aggiunsero 11 aerei che subirono danni tali da non poter essere più riparati. La Luftwaffe perse circa 27 caccia. Un secondo attacco su Schweinfurt, il 14 ottobre, costò la perdita di 77 B-17 su 291, con l'abbattimento di 38 aerei tedeschi. I caccia della Luftwaffe, comunque ancora lontani dall'essere obsoleti (specialmente per quanto riguardava l'Fw 190) vennero modificati con l'aggiunta di cannoncini pesanti che si rivelarono estremamente efficaci contro i bombardieri statunitensi; si unirono ai combattimenti anche i bombardieri bimotori Do 217 e Ju 88, armati con razzi aria-aria che ottennero buoni successi.
I raid alleati, comunque, stavano iniziando ad avere degli effetti. Nell'estate del 1943 2 132 cannoni antiaerei (FlaK - Fliegerabwehrkanonen) dovettero essere sottratti alle operazioni al fronte per venire schierati a protezione delle città tedesche (nel 1940 i pezzi d'artiglieria che difendevano i centri urbani erano solo 791). Nel frattempo la produzione di caccia, a cui Hitler e Göring continuavano a rifiutare di attribuire la priorità assoluta, stava subendo dei danni considerevoli a causa dei bombardamenti: la produzione, che nel luglio 1943 aveva totalizzato a 1 263 unità, a dicembre era crollata a 687. Nell'ottobre 1943 l'intelligence tedesca comunicò che i caccia alleati (P-38 e P-47 equipaggiati con serbatoi ausiliari sganciabili) riuscivano a spingersi a est fino ad Amburgo; alcuni precipitarono presso Aquisgrana, al confine occidentale della Germania metropolitana. Galland fece rapporto a Göring su questi fatti, ma venne sostanzialmente ignorato.
Tra la fine dell'ottobre 1943 e la metà del febbraio 1944, la Luftwaffe riuscì comunque ad assicurarsi la superiorità aerea sulla Germania. L'USAAF rinunciò a continuare le operazioni finché non si fosse reso disponibile un caccia di scorta con autonomia sufficiente, e non eseguì altre penetrazioni in profondità nel territorio tedesco per il resto dell'anno 1943.

## Limitati successi britannici (1942-1943)

### Bombardamenti a tappeto

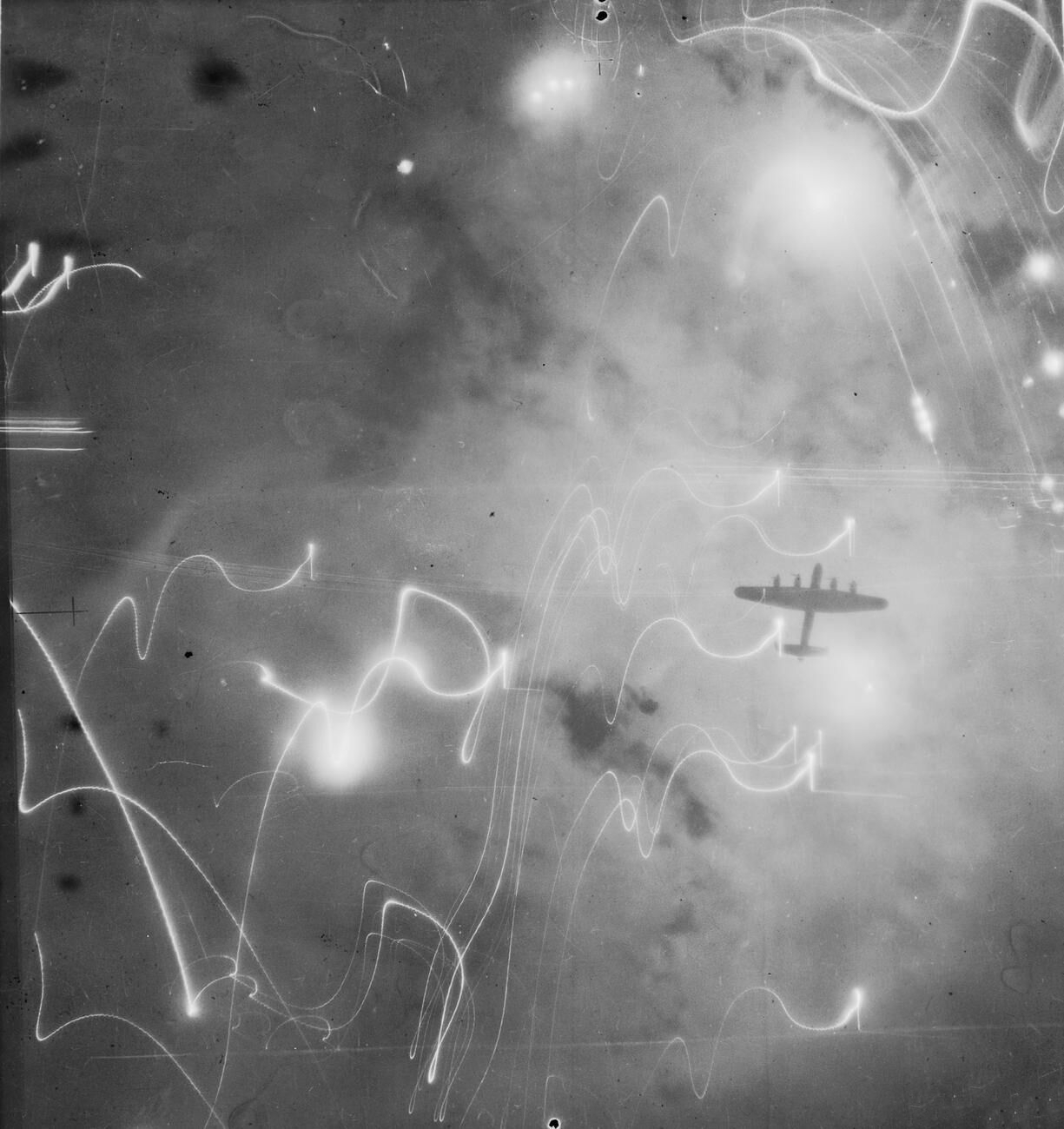
Un bombardiere Avro Lancaster della RAF sopra Amburgo nella notte tra il 30 e il 31 gennaio 1943.

Il Bomber Command ottenne alcuni successi in questo periodo. L'introduzione di nuovi dispositivi elettronici di aiuto alla navigazione notturna, come l'Oboe, contribuì a incrementare notevolmente l'efficacia dei bombardamenti di Colonia (nel maggio 1942) e della Ruhr (tra il marzo e il luglio 1943). I successi della RAF nella battaglia della Ruhr, in particolare, costituirono un duro colpo per l'industria tedesca: la produzione di acciaio sì abbassò considerevolmente, con gravi ripercussioni sulla produzione bellica. Mentre nel corso del 1942 la produzione di acciaio era raddoppiata, nel 1943 aumentò solo del 20%; Hitler e Speer furono costretti a rivedere i loro piani per l'aumento della produzione; la "crisi dei componenti" (Zulieferungskrise) influenzò anche l'industria aeronautica, i cui livelli di produzione rimasero stagnanti tra il luglio 1943 e il marzo 1944.
Un raid sulla città di Essen l'8 marzo 1943 rase al suolo 650 000 metri quadrati del centro storico e distrusse al 75% altri 2 chilometri quadrati dell'area urbana. Altri attacchi su Kassel causarono 6 000 morti e 123 800 senzatetto (il 62% della popolazione); la produzione di locomotive e di carri armati Tiger della fabbrica principale della Henschel venne arrestata per mesi, così come la produzione di artiglieria da 88 mm. Inoltre, 7 000 pezzi contraerei dovettero essere trasferiti dal fronte alla regione della Ruhr per proteggere le industrie dagli attacchi aerei.
La RAF comunque pagò a caro prezzo i successi di questa fase del conflitto: 640 bombardieri vennero abbattuti, e persero la vita 2 966 aviatori del Commonwealth (1 122 britannici, 590 canadesi, 150 australiani, 102 neozelandesi e 2 sudafricani).
Una devastante serie di attacchi su Amburgo ebbe luogo alla fine del luglio 1943; gli aerei britannici si spinsero oltre il raggio d'azione dell'Oboe, ma approfittarono di una nuova contromisura (window) per confondere i radar tedeschi e per portare a termine uno dei bombardamenti più pesanti di tutta la guerra.
A partire dalla primavera del 1943, inglesi e americani dedicarono ingenti risorse al bombardamento dei siti connessi alle Vergeltungswaffen, le "armi di vendetta" che Hitler stava iniziando a impiegare contro l'Inghilterra. La prima di queste operazioni, il bombardamento della base di Peenemünde della notte tra il 17 e il 18 Agosto del 1943 (operazione Hydra), causò addirittura, indirettamente, il suicidio di Jeschonnek, quando questo si rese conto di avere ordinato alla contraerea di Berlino di prendere di mira 200 caccia accorsi in difesa delle installazioni. Jeschonnek fu sostituito dal Generaloberst Eckhard Christian.
Gli attacchi del 1942-1943 erano stati portati a termine da bombardieri di nuova generazione (gli Handley Page Halifax e Avro Lancaster) che rappresentavano una delle voci della lotta tecnologica, oltre che strettamente militare, tra la Germania e gli Alleati. Altri aspetti di questa corsa all'avanzamento tecnologico furono quelli riguardanti i radar: i window avevano fornito alla RAF un vantaggio temporaneo, ma presto lo sviluppo di radar a onde corte da parte dei tedeschi li avrebbe resi inutili; allora lo scontro si sarebbe spostato sullo sviluppo di radar sempre più sofisticati e di tattiche efficaci per sfruttarli al meglio.

### La reazione della Luftwaffe
Dopo aver subito diversi attacchi britannici andati a buon fine grazie all'impiego della tattica window, la Luftwaffe iniziò a cambiare le sue dottrine operative. Con i radar neutralizzati dalle striscioline di alluminio (chiamate appunto windows, "finestre") che riflettevano caoticamente le onde elettromagnetiche, i caccia tedeschi non potevano più essere guidati puntualmente contro i bersagli per mezzo dei radar; tuttavia i controllori a terra riuscivano ugualmente a interpretare la posizione della formazione di bombardieri nel suo complesso, e potevano quindi a dare agli intercettori indicazioni di massima; nessun bersaglio veniva seguito singolarmente, a meno che non venisse colto dalla luce dei proiettori, bensì l'obiettivo dei caccia erano le intere formazioni. Anche se lentamente e con difficoltà, la Luftwaffe riuscì a sfruttare questo sistema di ripiego con un certo successo causando ai bombardieri della RAF crescenti perdite.
Tra le altre tattiche che vennero sperimentate vale la pena di ricordare la cosiddetta Wilde Sau ("scrofa selvatica"), che prevedeva l'impiego di caccia monomotori coadiuvati dai proiettori e da un rilevatore radar passivo (il sistema Naxos) che consentiva di seguire le emissioni radar dei bombardieri britannici per avvicinarsi ad essi e distruggerli. Introdotta il 26 settembre 1943, la Wilde Sau ebbe un successo limitato; le unità della Jagddivision 30, la divisione da caccia specializzata nell'impiego di questa tattica, soffrirono gravi perdite (in parte dovute al maltempo) nell'inverno 1943-1944; la divisione venne infine sciolta, e i suoi componenti tornarono ai regolari compiti di caccia diurna. Un'altra tattica, nota come Zahme Sau ("scrofa domestica") consisteva nel fare in modo che i caccia notturni si mischiassero ai bombardieri all'interno delle formazioni. Per sfruttare la mancanza di mitragliatrici difensive nel settore ventrale dei bombardieri britannici, alcuni Bf 110 vennero impiegati di cannoncini che sparavano in verticale, verso l'alto; questa tattica, chiamata Schraege Musik (un termine tedesco per indicare il jazz) risultò piuttosto efficace finché i britannici non svilupparono contromisure elettroniche efficaci.
La produzione dell'industria aeronautica tedesca faticava a tenere il passo con le perdite dei caccia notturni. In questa fase dei combattimenti vennero abbattuti 2 375 aerei della Nachtjagd, e solo 2 613 vennero costruiti o reintrodotti in servizio dopo essere stati riparati. A loro volta, le perdite della RAF furono molto pesanti: oltre 1 500 bombardieri andarono perduti tra la battaglia della Ruhr e quella di Amburgo.

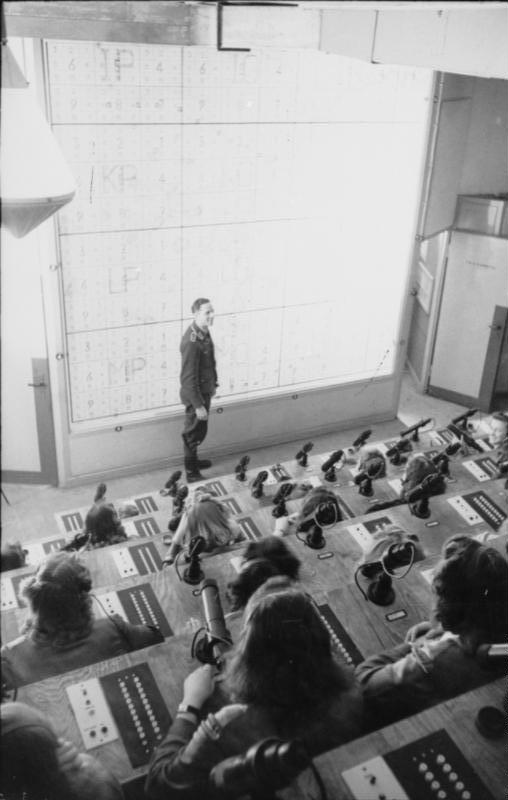
Il quartier generale della 4. Flakdivision, 4ª divisione di artiglieria contraerea, presso Duisburg-Wolfsburg.

La reale entità del contributo che il Bomber Command della RAF diede allo sforzo alleato diretto a piegare la Germania è oggetto di controversie. Nel corso del 1943 i gerarchi nazisti avevano avuto ragione di temere che a causa dei continui bombardamenti delle città il morale della popolazione civile sarebbe collassato e a questo sarebbe seguita una rivolta su ampia scala. Joseph Goebbels, il ministro della propaganda del Terzo Reich, denunciò i raid britannici come bombardamenti terroristici e cercò di sollevare l'indignazione dei civili nel tentativo di migliorare il loro morale. Albert Speer, per contro, scrisse nel suo diario che le paure di Goebbels erano infondate e che la popolazione dimostrava di essere tenace e di conservare un morale piuttosto alto: secondo lui, la RAF aveva sostanzialmente fallito. Dopo la guerra, però, l'indagine sul bombardamento strategico Strategic Bombing Survey condotta dalle autorità statunitensi concluse che il morale tedesco in questo periodo effettivamente crollò; risultava da questo documento che il 75% della popolazione era convinta che la guerra sarebbe stata inevitabilmente perduta a causa dell'incapacità della Luftwaffe di opporsi efficacemente ai bombardieri alleati.

## Ribaltamento della situazione (1944)

### La riorganizzazione della Luftwaffe
Alcuni rapporti relativi ad avvistamenti di caccia USAAF che si spingevano a est fino a Brema costituirono motivo di fondate preoccupazioni per i comandanti delle forze di difesa aerea del Reich. Alla difesa del territorio tedesco fu finalmente riconosciuta un'importanza prioritaria, e lo stato maggiore di Galland, insieme al generale Weise, si riunì nel novembre 1943 per cercare una soluzione al problema della difesa della Germania. A quell'epoca 5 divisioni di caccia erano responsabili della Reichsluftverteidigung, la difesa aerea del Reich: la 3. Jagddivision rappresentava la prima linea di difesa, e proteggeva lo spazio aereo tedesco alla frontiera con la Francia, il Lussemburgo e il Belgio; la 1. Jagddivision proteggeva i Paesi Bassi e la Germania nord-occidentale; la 2. Jagddivision difendeva la Danimarca e la Germania centro-settentrionale; la 4. Jagddivision proteggeva Berlino e la 5. Jagddivision la Germania centro-meridionale. Il comandante in capo della 3ª divisione, Walter Grabmann, suggerì di prendere i seguenti provvedimenti:
- Tutti i gruppi di Bf 109 avrebbero dovuto essere destinati esclusivamente ad ingaggiare le scorte dei bombardieri statunitensi;
- Due gruppi avrebbero sempre dovuto decollare prima della forza d'intercettazione principale per disperdere la scorta;
- Due gruppi di Fw 190, armati più pesantemente dei Bf 109, dovevano essere assegnati all'attacco ai bombardieri in sé una volta che essi fossero stati privati della loro copertura.

A queste disposizioni Weise aggiunse che i caccia pesanti Zerstörer, Bf 110 e Ju 88, avrebbero dovuto attaccare i bombardieri solo dopo che essi fossero stati spogliati della loro difesa o comunque nel caso in cui si fossero spinti oltre il raggio d'azione dei caccia della scorta.
A questo punto, l'importanza della difesa aerea del Reich era stata completamente rivalutata e collocata a un livello di priorità molto alto. Il Luftwaffenbefehlshaber Mitte venne ridesignato Luftflotte Reich per sottolineare il suo ruolo cardine nella protezione dello spazio aereo tedesco; Weise venne sollevato dal comando, e al suo posto venne nominato Hans-Jürgen Stumpff, un pilota con una grande esperienza di combattimento.

### La riorganizzazione dell'USAAF
Contemporaneamente Henry H. Arnold sancì l'importanza di piegare la Luftwaffe una volta per tutte non solo minando alla base l'industria aeronautica tedesca che l'alimentava, ma direttamente distruggendo il maggior numero possibile di caccia nemici, con il seguente ordine:

Una formazione di North American P-51 Mustang in volo nell'estate 1944. Il P-51 aveva un'autonomia sufficiente per scortare i bombardieri statunitensi fino al cuore della Germania e ritorno (notare i serbatoi supplementari sganciabili sotto le ali); esso contribuì in misura determinante a piegare la Luftwaffe tra il 1944 e il 1945.

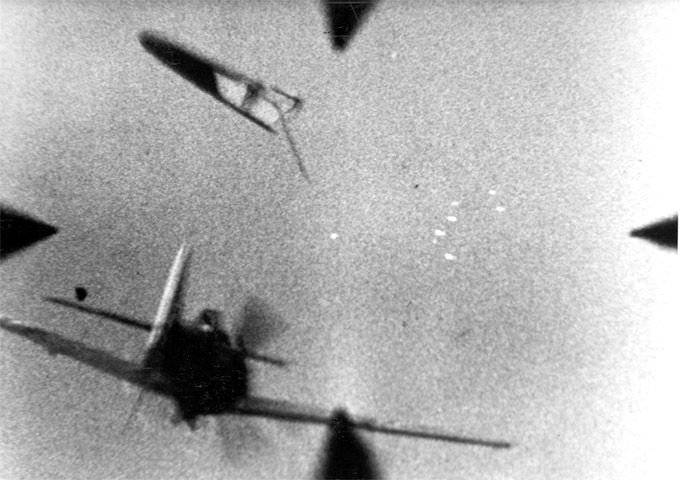
Un Fw 190 tedesco viene abbattuto da un caccia di scorta statunitense nel 1944-1945. Notare il tettuccio sganciato dal pilota tedesco che vola via mentre il pilota stesso si appresta a lanciarsi con il paracadute.

Il generale Eaker venne rimosso dalla sua posizione e sostituito con Carl Spaatz, che ricevette così il comando della forza aerea strategica dell'USAAF nel teatro europeo. James H. Doolittle ricevette il comando della Eighth Air Force e il 21 gennaio 1944 ordinò che gli sforzi diretti alla distruzione della caccia tedesca venissero intensificati in vista del D-Day, lo sbarco alleato in Normandia. Eaker venne riassegnato al ruolo di comandante in capo della forza aerea alleata nel teatro del Mediterraneo; ricadevano quindi sotto il suo comando la Twelfth Air Force e la Fifteenth Air Force, che iniziarono in questo periodo a operare sulla Germania a partire dalle basi avanzate in Italia.

### La supremazia diurna degli statunitensi
Doolittle inaugurò il suo nuovo comando con l'operazione Argument, nota anche come Big Week, che consisté in una serie di bombardamenti strategici sul territorio tedesco portata avanti nella settimana tra il 20 e il 25 febbraio 1944. L'obiettivo era, come si diceva sopra, quello di arrecare il massimo danno possibile alla Lufwaffe colpendo duramente l'industria aeronautica tedesca, oltre che distruggendo direttamente la sua flotta di caccia, in modo da spianare la strada alla prossima invasione del continente. All'operazione contribuirono l'8ª e la 15ª forza aerea statunitense, che volavano di giorno, e il Bomber Command della RAF, che volava di notte secondo l'usuale schema di distribuzione dei bombardamenti around the clock. L'operazione costò 157 bombardieri alla Eighth Air Force, 90 alla Fifteenth Air Force e 131 al Bomber Command; le forze effettive da bombardamento della Eighth Air Force erano calate dal 75% al 54%, e quelle della sua componente di caccia di scorta dal 72% al 65%. Anche la Lufwaffe però aveva avuto perdite gravi, con 100 piloti uccisi, 355 caccia abbattuti e le forze disponibili operativamente ridotte al 50%. Spaatz definì l'operazione Argument un successo; di fatto la produzione tedesca di caccia, che nel 1944 era al suo apice, subì ritardi di entità limitata, ma la Big Week segnò il definitivo passaggio della superiorità aerea in mano alleata.
Uno dei principali sviluppi tattico-strategici collegati con l'operazione Argument fu l'introduzione del P-51 nel ruolo di caccia di scorta. La sua autonomia era sufficiente per accompagnare i bombardieri fino al bersaglio e ritorno; le sue prestazioni erano almeno allo stesso livello di quelle dei suoi avversari e il suo armamento, composto di sei mitragliatrici Browning AN/M2 da 12,7 mm, costituiva una minaccia concreta per i caccia tedeschi. Il numero di P-51 in servizio nel teatro europeo andò aumentando costantemente a partire dal febbraio 1944.
La pressione a cui era sottoposta la Luftwaffe andò aumentando ancora nel marzo-aprile 1944. Secondo un rapporto di Galland del 27 aprile 1944, 500 aerei e 400 piloti erano andati perduti nelle 10 operazioni immediatamente precedenti quella data. Il rapporto affermava anche che nei primi quattro mesi di quell'anno erano stati uccisi in azione 1 000 piloti, che le forze nemiche erano numericamente superiori ai suoi reparti da caccia in un rapporto compreso tra 6 a 1 e 8 a 1, e che il livello medio dell'addestramento dei piloti alleati era «sorprendentemente alto». Prima della fine del maggio 1944 il numero di piloti da caccia a disposizione della Luftwaffe si era ulteriormente ridotto di almeno il 25%. Galland riconobbe che la Luftwaffe stava perdendo la guerra di logoramento, e ritenne che fosse opportuno puntare piuttosto sulla qualità che sulla quantità; nello stesso rapporto del 27 aprile affermò:
Le pesanti perdite subite dall'aeronautica tedesca nella prima metà del 1944 resero evidente la necessità di un vantaggio tattico. Gli alleati disponevano ormai della superiorità aerea sul continente, e risultava sempre più difficile per i tedeschi rimpiazzare i caduti con personale ben addestrato e dotato di una pur minima esperienza. La situazione era così seria che Galland ebbe ad affermare:
La necessità di disporre in fretta di molti nuovi piloti per far fronte alle perdite significò dover tagliare i tempi dell'addestramento, il che a sua volta implicava il fatto di disporre di piloti di scarsa qualità che avevano maggiori probabilità di rimanere uccisi in azione in breve tempo. L'offensiva contro l'industria del petrolio dell'Asse, a partire dalla metà del 1944, aggravò poi ancora questa situazione costringendo la Luftwaffe a ridurre ulteriormente i tempi dell'addestramento.
La posizione della Luftwaffe continuò a peggiorare per tutto il corso dell'anno 1944. L'estensione dei territori sotto controllo tedesco si riduceva (gli anglo-americani, dopo essere sbarcati in Normandia, avanzavano da ovest, i sovietici da est) e la densità dell'artiglieria contraerea aumentava. Tra il novembre e il dicembre 1944, il numero di bombardieri alleati abbattuti dalle difese antiaeree FlaK fu maggiore del numero di bombardieri abbattuti dai caccia della Luftwaffe. Durante un'incursione sulla Ruhr nell'ambito dell'offensiva del petrolio la contraerea distrusse 59 bombardieri USAAF, e i caccia solo 13. La FlaK contribuiva inoltre a ridurre la precisione dei bombardamenti e a guidare i caccia verso la posizione dei bombardieri alleati. Il 26 novembre, i reparti di caccia preposti alla Reichsverteidigung persero 119 aerei e 60 piloti (a cui si aggiunsero 32 feriti) abbattendo solo 25 caccia e 6 bombardieri USAAF.

### Guerra notturna: la battaglia tecnologica
Nei primi sei mesi del 1944 il Bomber Command della RAF ebbe maggiori difficoltà a far fronte ai rinnovati sforzi tedeschi nella battaglia tecnologica che avrebbe deciso le sorti della guerra notturna. L'introduzione a metà del 1943 del sistema window (che era noto presso i tedeschi come Düppel e che consentiva di confondere i radar di intercettazione) aveva considerevolmente ridotto le perdite britanniche. Inoltre nuove tattiche avevano consentito di ridurre di alcuni minuti il tempo di permanenza sul bersaglio necessario per portare e termine l'attacco, il che riduceva ulteriormente le possibilità di intercettazione. Vennero impiegate anche rotte studiate come diversivi volti a confondere i difensori. Più tardi l'impiego del sistema di jamming noto come Mandrel consentì di interferire con il funzionamento dei radar tedeschi inviando informazioni false o fuorvianti, che impedivano ai caccia di arrivare sui bombardieri tempestivamente e in numeri consistenti.
La risposta tedesca consisté nell'aumentare l'efficienza dei sistemi che consentivano di tenere traccia del percorso delle formazioni di bombardieri britannici sopra il territorio del Reich. Un corpo di osservatori svolse in questo un ruolo importante, almeno finché non vennero introdotti e divennero disponibili in numeri elevati i radar a lungo raggio Wassermann e Mammut. I tedeschi inoltre usavano delle stazioni di intercettazione per rilevare e poi seguire i dispositivi IFF quando venivano accesi dai bombardieri britannici nel momento in cui entravano nello spazio aereo controllato dai tedeschi. Quando il Bomber Command ordinò che gli IFF venissero tenuti spenti i tedeschi svilupparono sistemi in grado di rilevare e seguire le emissioni dei radar aeroportati britannici Monica e H2S; il telemetro radar Monica era rilevato dai ricevitori radar Flensburg e il radar di navigazione H2S era rilevato dai ricevitori radar Naxos, entrambi installati sui caccia notturni. Se il sistema Monica fu presto rimosso dai bombardieri, i britannici per un po' si rifiutarono di credere che fosse possibile rilevare le emissioni dell'H2S nonostante i rapporti Ultra che identificavano i dispositivi tedeschi in grado di farlo e che calcolavano che essi erano responsabili di circa 210 dei 494 abbattimenti avvenuti sopra la Germania tra il gennaio e il febbraio 1942.
L'introduzione da parte della Luftwaffe del radar d'intercettazione aeroportato Lichtenstein SN2 rappresentò un tentativo di produrre un dispositivo invulnerabile al jamming. Esso si diffuse ampiamente sui caccia notturni tra l'autunno del 1943 e l'inizio del 1944, e iniziò presto a causare gravi problemi al Bomber Command. Nonostante i raid diversivi che continuavano a deviare lontano dall'azione principale parte dei caccia tedeschi riducendo le perdite, il nuovo sistema si rivelò molto efficace, riuscendo a infliggere a ogni formazione d'attacco perdite dell'8 o 9%. Nel corso del 1944 le perdite dei caccia notturni tedeschi ammontarono a 664 velivoli, considerato un numero accettabile.
Questo sviluppo tecnologico ebbe un impatto considerevole sulle operazioni della prima metà del 1944. La nuova offensiva di Harris, che sarebbe culminata con la battaglia aerea di Berlino, ebbe un costo molto elevato e non riuscì a costringere la Germania alla resa in modo diretto come egli si aspettava: l'obiettivo di distruggere il morale della popolazione tedesca al prezzo di 500 bombardieri fallì, causando inoltre la perdita di 1 128 aerei. Le perdite dei tedeschi furono di soli 256 caccia. Di notte, in sostanza, la tecnologia e le tattiche favorirono il caccia piuttosto che il bombardiere.

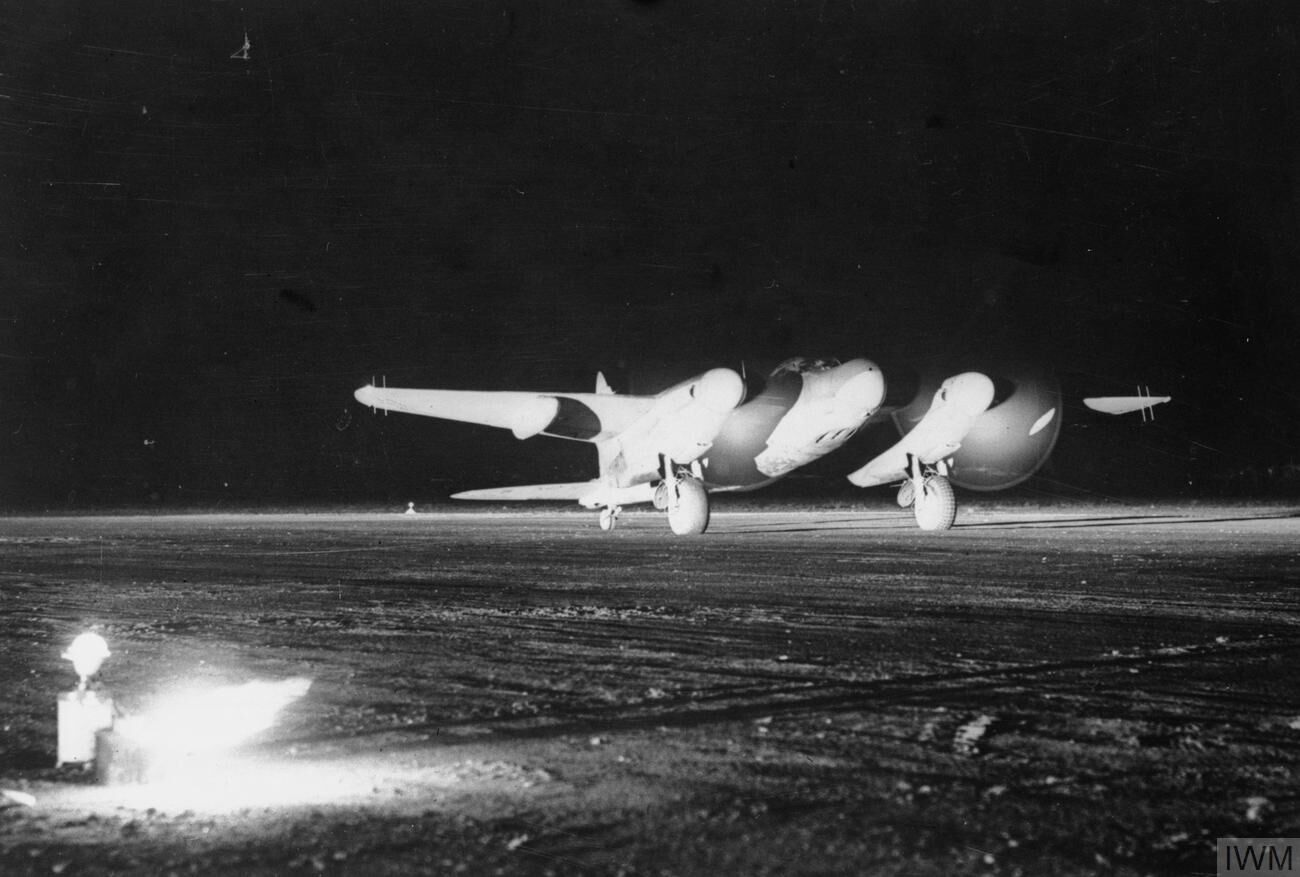
L'introduzione del caccia notturno de Havilland Mosquito per la scorta dei bombardieri britannici fu uno dei fattori che contribuirono a sancire l'impossibilità della Luftwaffe di opporsi efficacemente ai raid notturni della RAF.

Harris avrebbe voluto introdurre il caccia notturno bimotore de Havilland Mosquito per proteggere gli aerei del Bomber Command durante le loro missioni; inizialmente però per quel ruolo venne selezionato il Bristol Beaufighter, che si rivelò inadeguato; solo più tardi il Mosquito si rese effettivamente disponibile come caccia notturno, e allora diede effettivamente del filo da torcere alla Nachtjagd. L'intelligence della RAF, come si diceva sopra, riuscì a scoprire i difetti dei sistemi Monica e H2S; riducendo l'impiego di questi dispositivi i metodi di intercettazione tedeschi risultarono nettamente meno efficaci nei mesi finali della guerra.
La liberazione alleata della Francia e dei Paesi Bassi nel 1944 provocò l'intensificazione dell'offensiva strategica dei bombardieri alleati, dal momento che la maggior parte dei presidi della linea Kammhuber erano stati superati. Se prima di allora il Bomber Command aveva subito perdite molto pesanti, in seguito (complice anche l'introduzione dei Mosquito da caccia notturna di scorta) le difficoltà della Luftwaffe (legate al gran numero di incidenti durante il volo notturno, al logoramento dei piloti e al loro scarso addestramento) si fecero ancora più gravi di quelle che affliggevano i britannici.
Il fattore determinante che segnò la fine della minaccia opposta al Bomber Command dalla caccia notturna tedesca fu la campagna contro le installazioni petrolifere del Reich; la scarsità di carburante che ne conseguì fu un grave colpo per la Luftwaffe, dal momento che impedì tra le altre cose di fornire ai nuovi piloti un numero di ore di volo d'addestramento sufficiente. Dopo l'agosto 1944 in sostanza la Luftwaffe non fu più in grado di contrastare efficacemente i bombardamenti notturni della RAF.

### Impatto sulla produzione tedesca
Le campagne di bombardamento del 1944 crearono gravi problemi allo sforzo bellico tedesco. Le industrie furono costrette a disperdesi e a decentrarsi in accordo con un ordine del febbraio 1944 che seguiva il successo alleato della Big Week. 27 dei più grandi impianti industriali aeronautici vennero suddivisi in 729 più piccoli; 51 delle grandi fabbriche di motori vennero trasformate in 249 industrie minori; questo comportò difficoltà logistiche legate alla necessità di trasportare le varie parti, prodotte in varie industrie diverse, alle officine dove avveniva il montaggio. Il carico a cui erano sottoposte le infrastrutture logistiche tedesche aumentò. Le ferrovie dovettero assumersi il fardello aggiuntivo di questo tipo di trasporti e di conseguenza, quando nel tardo 1944 i bombardamenti si concentrarono sulle vie di comunicazione (e sulle ferrovie in particolare), la produzione industriale tedesca ne risentì in modo molto grave. Inoltre il fatto di disperdere e dividere la produzione creava un difetto di tecnici supervisori; il maggior numero di operai necessari per far funzionare molte piccole fabbriche piuttosto che poche grandi entrò in contraddizione con il crescente bisogno di nuove forze da parte dell'esercito e delle altre forze armate. Un grande sforzo portò la produzione tedesca al suo apice nel 1944; cionondimeno, la produzione rimase sempre sotto i livelli richiesti dalla pianificazione.

## La campagna del petrolio

### La strategia di Spaatz
Mentre diversi fatti, resi noti da varie fonti dell'intelligence anglo-americana e dall'osservazione dei movimenti terrestri, rendevano evidente che i tedeschi soffrivano sempre di più per scarsità locali di materiali di prima necessità, le unità aeree alleate da bombardamento tattico e da attacco al suolo intensificavano i loro attacchi sui mezzi da trasporto per il carburante e i depositi vicino alla linea del fronte. La Fifteenth e la Eighth Air Force mostravano di riuscire a fare un uso sempre più efficace dei radar H2X, mentre il Bomber Command otteneva crescenti successi con il Gee-H man mano che i suoi equipaggi acquisivano esperienza. Si scoprì che gli impianti di produzione di petrolio sintetico si prestavano ad attacchi aerei di maggior successo rispetto alle raffinerie, dal momento che potevano essere messi fuori uso da danni relativamente piccoli a componenti critici dei loro complessi macchinari. Inoltre gli stabilimenti per il petrolio sintetico erano più grandi delle raffinerie e la loro probabilità di comparire sugli schermi dei radar di navigazione era aumentata anche dal fatto di trovarsi in genere a una certa distanza dalle città. La 15ª forza aerea aumentò notevolmente l'efficacia e la precisione dei suoi attacchi e sviluppò tecniche, come quella del volo in formazioni a diamante, che assicuravano maggiore sicurezza per i bombardieri e maggiore accuratezza dei bombardamenti.

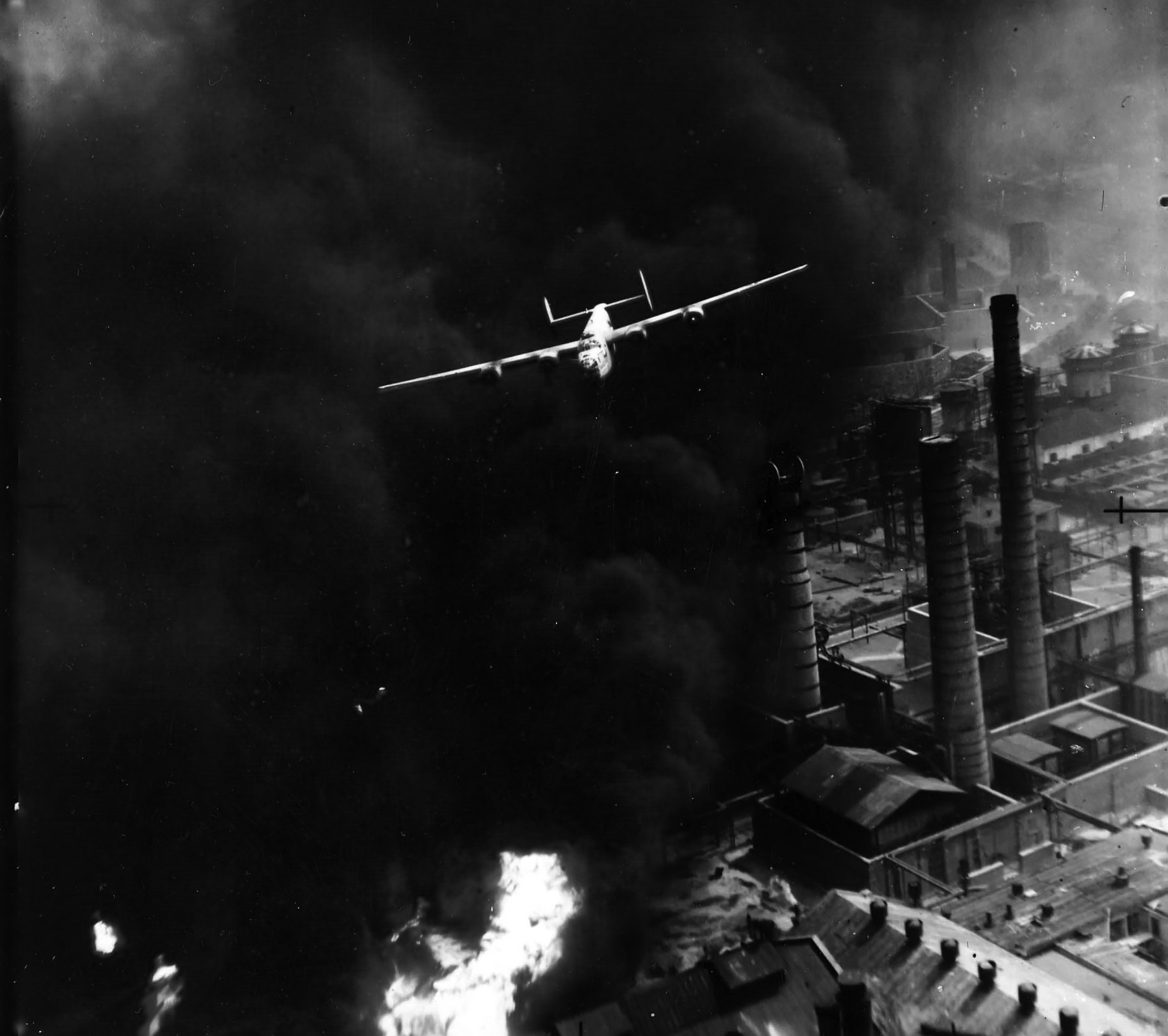
Fotomontaggio d'epoca di un B-24 sulle raffinerie di Ploiești.

Un ulteriore rafforzamento dello sforzo alleato fu conseguenza dell'istituzione a Londra di un comitato, il Joint Oil Targets Committee, che aveva il ruolo di supervisionare la campagna del petrolio in modo scientifico. Questa organizzazione, con membri provenienti dall'United States Strategic Air Forces in Europe, dall'Air Ministry britannico e dal Ministry of Economic Warfare, si occupava di valutare le tattiche impiegate per portare avanti gli attacchi e studiava i dati sulle difficoltà strategiche legate al petrolio della Germania. Una delle sue prime decisioni fu quella di intensificare gli attacchi sui centri di produzione della benzina, dando la massima priorità agli impianti per la produzione di petrolio sintetico e alle raffinerie di greggio della Romania, dell'Ungheria, della Polonia e della Germania, in questo ordine. Per gli strateghi alleati divenne chiaro che i rifornimenti di carburante erano un punto debole della logistica tedesca: nel 1938 la Germania importava 2⁄3 del suo fabbisogno di petrolio, e con l'approssimarsi della guerra era stata costretta a ricorrere alla produzione di petrolio sintetico (la firma del patto tripartito nel 1940 aveva messo a disposizione della Germania le cospicue risorse fossili della Romania e dell'Ungheria).
Il petrolio divenne per l'USAAF un obiettivo primario e, nella tarda primavera del 1944, iniziò una serie di attacchi massicci delle formazioni di bombardieri con caccia di scorta contro gli importanti impianti di Ploiești, in Romania. Le priorità dell'USAAF però erano molte, e l'offensiva combinata dei bombardieri entrò in conflitto con la prosecuzione dell'operazione Pointblank e con la necessità di garantire un supporto tattico alle forze alleate in Normandia. Sia Spaatz che Harris protestarono per l'impiego che veniva fatto dei bombardieri per supportare a livello tattico le forze di invasione nel nord della Francia, dal momento che ritenevano inutile al fine della vittoria finale colpire obiettivi di mera rilevanza tattica, come ad esempio i nodi ferroviari e i convogli su rotaia. Harris insisteva sostenendo che il modo migliore per vincere la guerra era portare a termine la campagna di bombardamenti a tappeto sulle città, e Spaatz affermando che la chiave per abbattere la Germania era l'offensiva sugli obiettivi petroliferi. Eisenhower infine cedette e Spaatz ottenne che la Fifteenth Air Force fosse trasferita al ruolo di bombardare i bersagli petroliferi polacchi, avviando così la fase più intensa della campagna del petrolio.

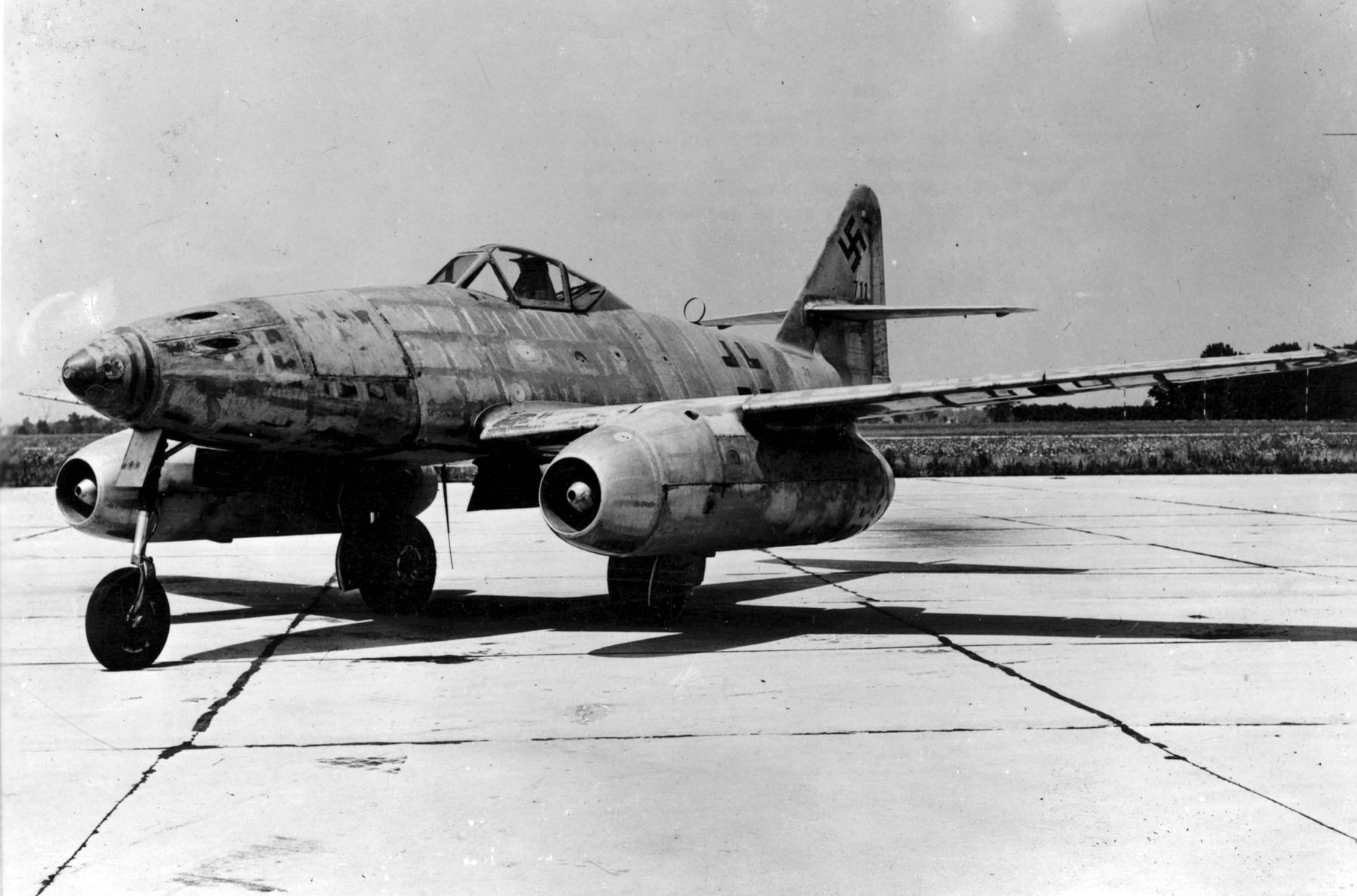
Il Messerschmitt Me 262, entrato in servizio nell'aprile 1944, giocò un ruolo importante nel contrastare i bombardieri alleati nel periodo finale della guerra, anche se il suo contributo non riuscì a essere decisivo.

### La posizione della Luftwaffe
L'alto comando della Luftwaffe si trovò di fronte a due gravi difficoltà in questi frangenti: da un lato aveva bisogno di rinforzare la Luftflotte 3 a spese della Luftflotte Reich, dall'altro si trovava di fronte alla necessità di proteggere lo spazio aereo tedesco dalle incursioni, portate sempre più in profondità, dell'USAAF.
La situazione tattica però lasciava qualche spazio alla speranza, dal momento che stavano entrando in servizio poco alla volta i caccia con propulsione a razzo Messerschmitt Me 163 e quelli con propulsione a reazione Messerschmitt Me 262. I primi entrarono in servizio con il reparto JG 400, e i secondi con l'Erprobungskommando 262; l'unità di élite Kommando Nowotny, ai comandi di Walter Nowotny, prese in consegna la flotta di Messerschmitt Me 262 dopo la fine dell'estate del 1944.
Presso i Jagdeschwader della Luftwaffe stava entrando in servizio anche una nuova versione del Focke Wulf Fw 190, l'Fw 190A-8/R2, caratterizzata da blindature appesantite e da un armamento composto di due cannoni Rheinmetall-Borsig MK 108 da 30 mm, in grado di distruggere un B-17 con tre colpi e un B-24 con un colpo solo. L'aumento di peso collegato con queste modifiche però limitò le prestazioni del caccia in altitudine (già non brillanti) e la sua manovrabilità, rendendo necessario che le unità di Fw 190A-8/R2, come quelle di Ju 88, di Bf 110 e di Me 410, venissero scortate da reparti di Bf 109.

### Battaglie sui campi petroliferi
Con il raid dell'USAAF del 12 maggio 1944 ebbe inizio la campagna di attacchi sistematici contro il sistema petrolifero della Germania, l'importanza della quale è sintetizzata dagli storici D. Caldwell e R. Muller con la seguente frase: «Il 12 maggio 1944 può ben essere descritto come il peggior singolo giorno di tutta la guerra per la Germania. Altre date portarono sconfitte drammatiche e perdite pesantissime, ma mai [come in questo caso] senza alcuna possibilità di rimedio». Speer, dal canto suo, scrisse: «Il nemico ci ha colpito in uno dei nostri punti più deboli. Se persisterà in questa offensiva, allora presto non avremo il carburante necessario per alcun tipo di produzione».
In seguito ai pesanti attacchi sugli impianti petroliferi dell'aprile e maggio 1944 i tedeschi cominciarono a sperimentare una nuova misura difensiva, che per qualche tempo risultò molto efficace. Ricevendo dai loro sistemi di allerta radar dislocati in Jugoslavia la notizia dell'imminente arrivo delle formazioni di bombardieri provenienti dalle basi dell'Italia meridionale, essi avevano circa 40 minuti di tempo per accendere centinaia di dispositivi fumogeni che nascondevano in gran parte gli obiettivi polacchi. In tal modo, quando i bombardieri arrivavano, la precisione dei loro attacchi risultava molto scarsa a causa della cattiva visibilità. Per superare questo ostacolo, il 10 giugno 1944 la Fifteenth Air Force provò a inviare all'attacco non più i bombardieri quadrimotori, ma i caccia bimotori Lockheed P-38, che sganciarono sul bersaglio il loro carico di bombe da bassa quota, sotto la copertura di altri caccia. Il successo di questo esperimento fu limitato, ma la situazione del petrolio era comunque molto grave per la Germania; Göring, nell'estate 1944, ordinò con effetto immediato che il carburante venisse usato con la massima parsimonia e che grandi numeri di cannoni antiaerei venissero trasferiti dalle città ai campi petroliferi.

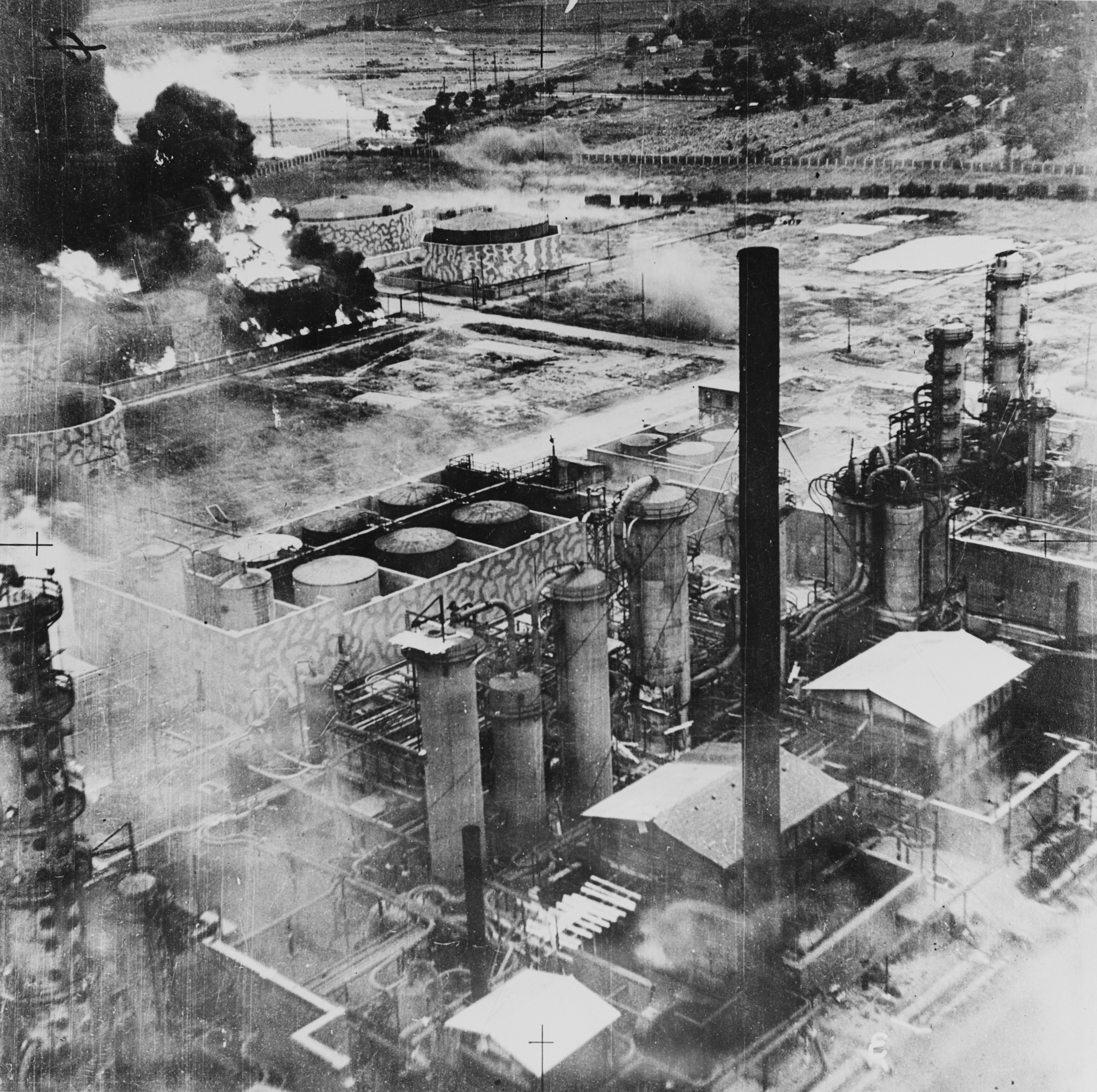
Le raffinerie di Ploiești in fiamme dopo un raid statunitense. Notare il camuffamento di alcuni degli edifici.

Anche il Bomber Command della RAF giocò un ruolo molto importante nella campagna del petrolio. Sganciò sui bersagli legati alla logistica petrolifera tedesca 84 950 tonnellate di bombe, laddove l'8ª e la 15ª forza aerea statunitense sganciarono sugli stessi obiettivi rispettivamente 43 888 e 64 452 tonnellate di bombe. L'obiettivo primario della RAF furono gli impianti per la produzione di petrolio sintetico della Ruhr.
La posizione della Luftwaffe stava diventando insostenibile. L'offensiva degli alleati continuò con grande intensità: nella seconda metà dell'estate del 1944 la Fifteenth Air Force portò a termine 20 missioni di bombardamento diurno su Ploiești, a cui si aggiunsero 4 raid notturni del Bomber Command, che privarono la Germania di una quantità di petrolio greggio stimata in 1 600 000 tonnellate. I costi della protezione dell'industria, che era un'attività di importanza primaria, erano estremamente elevati: il I. Jagdkorps, 1º corpo caccia, perdeva il 10% dei suoi caccia in ogni missione, mentre il tasso di perdite dei bombardieri USAAF era di circa il 2%. Entro il settembre 1944 la Luftwaffe si trovò a perdere più aerei di quanti riusciva ad abbatterne; le perdite degli alleati rimanevano, in generale, sotto l'1% mentre quelle tedesche variavano tra il 10 e il 20%. Le formazioni alleate erano 18 volte più numerose di quelle della Luftwaffe, il che giustifica il fatto che, oltre il tasso percentuale, anche il numero assoluto di velivoli persi dai tedeschi fosse maggiore. Nel settembre 1944 gli aerei deputati alla Reichsverteidigung abbatterono 307 velivoli nemici per la perdita di 371 dei propri; in ottobre, il numero totale di aerei di prima linea che la Luftwaffe poteva allineare a difesa del Reich era di solo 347.
L'USAAF e la RAF compirono centinaia di missioni sugli obiettivi petroliferi fino al 19 agosto 1944. La raffineria principale, quella di Ploiești in Romania, venne quasi completamente distrutta. Il 23 settembre la Romania e la sua aeronautica militare, la Forțele Aeriene Române, capitolarono di fronte agli invasori sovietici e presto iniziarono a combattere a loro volta contro la Germania. Le unità di caccia della Luftwaffe rimaste in Romania si ritirarono in Jugoslavia e in Ungheria; la forza aerea jugoslava e quella ungherese continuarono invece a supportare lo sforzo tedesco per la difesa del Reich fino al 1945.

### Il Bomber Command e gli impianti della Ruhr
Il Bomber Command continuò a colpire gli impianti di produzione del petrolio sintetico fino al novembre 1944, quando lo stato maggiore combinato anglo-americano stabilì che tali strutture erano state danneggiate fino al punto che ulteriori attacchi sarebbero risultati in un inutile consumo di risorse. Harris ricevette l'ordine di interrompere le missioni sugli obiettivi petroliferi e di passare alle vie di comunicazione. L'Air Chief Marshall Portal ritenne che la RAF dovesse accollarsi parte dei rischi che fino ad allora erano stati della Eighth Air Force assumendosi la responsabilità degli attacchi su due degli obiettivi più importanti e più lontani, Pölitz e Merseburg-Leuna.
Per la RAF fu possibile portare avanti queste missioni grazie, prima di tutto, al fatto che la vittoria alleata nell'invasione della Francia aveva gravemente danneggiato il sistema di allerta radar tedesco e, in secondo luogo, al miglioramento delle tecniche di bombardamento cieco. Speer fece in seguito rapporto a Hitler sostenendo che i raid notturni erano più efficaci di quelli diurni, perché i bombardieri britannici impiegavano bombe più grosse e riuscivano a sganciarle con maggiore precisione.
Nel novembre 1944 la produzione tedesca di petrolio e derivati era stimata al 31% di quello che era stata nella primavera dello stesso anno; la maggior parte dei rifornimenti veniva a questo punto da impianti per la produzione di benzolo, i quali non erano stati considerati bersagli primari fino all'autunno. Gli stabilimenti di Pölitz e Merseburg-Leuna risultavano gravemente danneggiati, anche se parzialmente attivi; tutti gli impianti sintetici della Germania occidentale erano fuori uso e le raffinerie di greggio intorno ad Amburgo, Brema e Vienna funzionavano a ritmi molto ridotti. Dall'inizio della campagna del petrolio la Fifteenth Air Force aveva sganciato 41 000 tonnellate di bombe, la Eighth Air Force 24 000 e il Bomber Command 20 000.

### Effetti sull'addestramento dei piloti della Luftwaffe
| Anno           | Germania | Regno Unito | Stati Uniti |
| -------------- | -------- | ----------- | ----------- |
| Prima del 1942 | 250, 75  | 200, 50     | –           |
| 1942-43        | 200, 50  | 350, 60     | 260, 60     |
| 1943-44        | 200, 25  | 330, 75     | 320, 125    |
| 1944-45        | 140, 25  | 300, 100    | 400, 160    |

Gli attacchi stavano avendo un effetto devastante sulle unità da caccia della Luftwaffe. Sempre più gruppi e squadriglie dovevano essere sottratte al fronte orientale per rinforzare la difesa del Reich. Göring ordinò che venissero compiuti tutti gli sforzi possibili per garantire ai nuovi piloti che venivano man mano formati un addestramento rapido ma di buona qualità; diede anche l'ordine che piloti di bombardieri venissero convertiti al ruolo di piloti di caccia. Queste politiche non ebbero buoni risultati, dal momento che comunque i tempi dell'addestramento dovettero essere accorciati drasticamente: nel 1944 un pilota avrebbe ricevuto un addestramento di soli 8 mesi con 111 ore di volo, di cui solo 20 a bordo di velivoli operativi Fw 190 o Bf 109. Questo corrispondeva alla metà del tempo che veniva dedicato a un addestramento nel 1942.
Le scuole di volo tedesche naturalmente avevano bisogno di continui rifornimenti di carburante, di cui assorbivano da 54 000 a 73 000 tonnellate al mese: con la garanzia di avere a disposizione queste quantità di combustibile esse affermavano di poter addestrare ogni mese 1 200 piloti da caccia, 250 da attacco al suolo, 40 da bombardamento, 75 da bombardamento con aerei a reazione, 64 da ricognizione e 40 da caccia notturna. Questi numeri però, all'atto pratico, non vennero mai raggiunti – e in gran parte fu a causa della scarsità di carburante, di cui vennero consegnate 12 250 tonnellate nel luglio 1944, 12 150 in agosto e appena 5 700 in settembre. Molti nuovi allievi si arruolavano in questo periodo, ma la necessità di disporre di piloti formati in tempi molto rapidi portò a trascurare le scuole di base in favore di quelle avanzate; questo non fu un problema finché l'afflusso di piloti di bombardieri da convertire rese effettivamente superflue, in molti casi, le fasi più elementari dell'addestramento. Anche la disponibilità di piloti da bombardamento però venne presto meno, e all'inizio dell'autunno la Luftwaffe si trovò ad arruolare chiunque avesse una minima esperienza di volo che consentisse di tralasciare le prime fasi dell'addestramento.
Nel periodo prebellico e fino al 1942 i programmi di addestramento della Germania erano stati migliori di quelli alleati in termine di ore di volo garantite ai piloti; tuttavia, mentre con il proseguire del conflitto i tempi dell'addestramento dei piloti anglo-americani andarono sempre dilatandosi, il numero di ore di volo previsto per i tedeschi si ridusse sempre di più, con il risultato di un peggioramento globale della qualità dei nuovi piloti che uscivano dalle scuole di volo. Il logoramento degli equipaggi e la costante emorragia di piloti esperti fu forse l'aspetto più importante del declino della Luftwaffe. Nel momento in cui per supplire alle perdite si rese necessario formare sempre più piloti a un ritmo sempre più alto a scapito delle loro qualità di volo, causando così un ulteriore aumento delle perdite dovuto alla scarsa competenza dei nuovi equipaggi, si innescò un circolo vizioso che si rivelò senza uscita. Uno dei fattori che dimostrano il generale calo nell'abilità dei piloti tedeschi dopo il 1940 è l'aumento della percentuale di perdite legate a cause estranee al combattimento: entro la prima metà del 1943, il numero di perdite dovute a incidenti era uguale al numero di perdite avvenute in combattimento.

### Impatto sulla produzione di petrolio e derivati dell'Asse
La campagna del petrolio fu per gli Alleati un importante successo. Nel giugno 1944 vennero prodotte solo 51 000 tonnellate di petrolio, contro le 180 000 previste dalla pianificazione industriale. Dal momento che, a partire dal maggio 1944, i consumi superarono la produzione, la riserva si ridusse nel giro di un mese e mezzo a 370 000 tonnellate (una riduzione del 70% rispetto alla fine dell'aprile 1944). I comunicati Ultra che pervennero agli Alleati confermarono i tagli alle operazioni di volo non operativo come diretta conseguenza. Secondo Speer, entro il 21 luglio il 98% degli impianti petroliferi a disposizione del Terzo Reich erano fuori uso. La produzione mensile di carburante crollò da 160 000 tonnellate nel marzo 1944 a 20 000 tonnellate a novembre; le scorte si ridussero da 522 000 a 175 000 tonnellate. La scarsità di petrolio e derivati che ne conseguì contribuì ad aggravare l'impotenza della Luftwaffe nei 10 mesi finali della guerra e a rendere impossibile per la Wehrmacht opporsi all'avanzata alleata.

## Il collasso delle linee di comunicazione tedesche (autunno 1944)

### Indebolimento delle difese notturne
L'efficacia dei reparti tedeschi da caccia notturna nel frattempo andava calando. Se nel 1943 la Nachtjagd si era dimostrata la componente più efficiente della Luftwaffe, e fino al luglio 1944 aveva continuato a conseguire buoni successi, in agosto la scarsità di carburante causò una riduzione dell'attività operativa. Da allora in poi, la caccia notturna tedesca non riuscì più ad opporsi efficacemente ai bombardamenti della RAF.
Oltre al fattore legato alla scarsità di petrolio, un'altra causa delle difficoltà in cui si trovava la Nachtjagd stava nel fatto che l'avanzata alleata nell'Europa occidentale aveva privato i tedeschi dei loro radar avanzati in grado di rilevare le formazioni di bombardieri in arrivo. A questo si aggiungevano le contromisure implementate dalla RAF, che per esempio cominciò a inviare in supporto ai bombardieri alcuni reparti di Mosquito che avevano il compito di attaccare gli intercettori tedeschi al decollo o al rientro presso le loro basi. Questo costringeva i tedeschi a limitare l'impiego di luci sulle piste d'atterraggio, il che – unito al cattivo addestramento dei piloti e del personale di terra – aumentava la frequenza degli incidenti di volo. Parte dei reparti schierati sul fronte orientale dovettero essere fatti arretrare per contrastare alcuni raid notturni portati avanti dall'aviazione militare sovietica. Ciononostante, grazie al grande sforzo industriale del 1944, la consistenza numerica dei reparti della Nachtjagd andò aumentando (da 800 a 1 020 velivoli dal 1º luglio al 1º ottobre, di cui 685 in luglio e 830 in ottobre vennero impiegati in operazioni contro il Bomber Command).
Nel tardo 1944 la linea difensiva tedesca del fronte occidentale si estendeva solamente dalla Danimarca alla Svizzera; questo significava che i bombardieri britannici potevano raggiungere il territorio metropolitano tedesco senza rischiare di essere intercettati lungo il tragitto, e una parte degli aerei della Luftwaffe dovettero essere destinati alla ricognizione sul mare del Nord per tentare di rilevare l'arrivo delle formazioni di bombardieri in arrivo. Il numero di caccia a disposizione della Nachtjagd era più alto che mai, ed essa in teoria rappresentava per il Bomber Command una minaccia grave, specialmente nelle penetrazioni in profondità; tuttavia, di fatto, la scarsità di carburante, il cattivo addestramento dei piloti e la necessità di dividere le forze per diversi scopi divennero nella seconda metà del 1944 gravi fattori limitanti.

### L'attacco alle vie di comunicazione
Nell'ultimo anno di guerra, l'offensiva da bombardamento alleata divenne in un certo senso "maggiorenne". Dal punto di vista strategico le difese tedesche erano sconfitte, e l'economia era completamente esposta agli attacchi. La maggior parte delle bombe sganciate dagli anglo-americani nel corso del conflitto (1 070 000 tonnellate su un totale di 1 290 000) vennero lanciate proprio nell'ultimo anno di guerra. I raid alleati non erano totalmente privi di opposizione, dal momento che i tedeschi potevano ancora schierare 50 000 cannoni antiaerei e un'esigua ma agguerrita forza di caccia sia notturni che diurni. Tuttavia la superiorità, se non altro quantitativa, delle forze alleate era schiacciante: gli statunitensi potevano schierare 7 000 tra caccia e bombardieri, e i britannici 1 500 bombardieri pesanti.

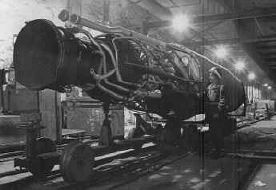
Una catena di montaggio di missili V2 (una delle temibili Wunderwaffe tedesche della fine della guerra) collocata sotto terra per difendersi dai raid aerei alleati.

Questa grande potenza di fuoco, contrastata ormai con pochissimo successo dalla difesa, venne rivolta contro gli obiettivi industriali della regione della Ruhr e li verso le vie di comunicazione tedesche. I danni alle fabbriche, alle strade e alle ferrovie nel dicembre 1944 avevano dimezzato il traffico e la circolazione di materiale rispetto allo stesso periodo di un anno prima. La perdita degli impianti petroliferi polacchi nell'agosto 1944 fu un altro grave colpo per la capacità della Germania di continuare a combattere.
Entro l'inverno 1944-1945, la produzione aeronautica venne in gran parte trasferita in impianti sotterranei tenuti in funzione da operai o prigionieri in stato di schiavitù. Le condizioni di questi ambienti sotterranei (grotte, miniere di sale o impianti scavati artificialmente) erano cattive sia per gli uomini che per i macchinari, e gravi difficoltà logistiche causavarono alla produzione ulteriori rallentamenti.
A partire dall'autunno del 1944, poi, gli attacchi alle vie di comunicazione si avvicinarono molto all'obiettivo di paralizzare l'industria tedesca. Il canale tra Dortmund ed Ems venne prosciugato da un attacco in settembre; il grande scalo di smistamento di Hamm venne colpito da un attacco e ridotto al 25% della sua efficienza originale. Tra il 14 e il 18 ottobre il traffico ferroviario di carbone proveniente dalla Ruhr venne completamente bloccato, e i contatti con la regione via rotaia divennero estremamente difficili. La produzione di acciaio calò del 66% a causa della difficoltà di movimentare il ferro. Tra il novembre 1944 e il gennaio 1945 l'industria tedesca giunse vicino al collasso totale.
Tra il giugno e il dicembre 1944 il tonnellaggio di materiale trasportato giornalmente su rotaia passò da 183 000 a 83 000 tonnellate. I movimenti di carbone per vie d'acqua passò da una media giornaliera di 76 000 tonnellate nel luglio 1944 a una di 14 200 nel gennaio 1945. Le scorte di carbone che giacevano presso le miniere aumentarono tra il luglio 1944 e il febbraio 1945 da 186 000 a 2 767 000 tonnellate, testimoniando la difficoltà che il sistema dei trasporti incontrava nello spostare efficacemente i materiali grezzi dove erano necessari. Si stima che la produzione complessiva ebbe un calo del 22% tra il maggio 1944 e il gennaio 1945, e che il 50 o 60% di questo calo fu dovuto agli attacchi al sistema dei trasporti.

## La sconfitta tedesca

### Le ultime difese diurne
All'inizio del 1945 gli Alleati erano giunti ai confini della Germania, e avevano conquistato alcune città tedesche (ad esempio Aquisgrana). Con il territorio tedesco che si restringeva e la Germania metropolitana che diventava essa stessa il teatro dei combattimenti la distinzione tra bombardamenti tattici e strategici si fece vaga; le forze aeree alleate e la Luftwaffe si trovarono a fornire supporto aereo ravvicinato alle truppe sulla linea del fronte mentre, a poca distanza, si combatteva per attaccare o difendere obiettivi industriali.
Hitler tentò di migliorare la grave situazione militare tedesca con l'offensiva delle Ardenne dell'inverno 1944-1945; alcuni dei reparti della Reichsverteidigung inviarono i loro stormi di caccia a supportare questa operazione. I costi furono molto elevati, con circa 400 piloti uccisi tra il 16 e il 31 dicembre 1944. Il 1º gennaio la Luftwaffe avviò l'operazione Bodenplatte in un tentativo sostanzialmente disperato di recuperare la superiorità aerea e cercare di far ripartire l'offensiva tedesca; 900 o 1 100 caccia tedeschi (Bf 109 e Fw 190, a cui si aggiunsero una dozzina di Me 262) presero parte all'operazione, che portò alla distruzione di quasi 400 aerei alleati e diede così ai tedeschi una settimana di respiro. Questo però era costato la perdita di 300 piloti tedeschi, tra cui molti degli ultimi uomini esperti.
Gli ufficiali anziani della Luftwaffe avevano fatto pressioni affinché progetti di caccia a getto come il Me 163 e il Me 262 ricevessero un alto grado di priorità fin dal 1942; tuttavia i problemi con lo sviluppo dei motori a reazione e le insistenze di Hitler affinché il Me 262 fosse sviluppato come bombardiere, per poter essere un'arma di rappresaglia (Vergeltungswaffe), rallentarono l'entrata in servizio di questi aerei rivoluzionari. Nonostante le loro intrinseche qualità, i velivoli a reazione tedeschi non poterono incidere che in misura molto limitata sulla battaglia a cui presero parte. Le perdite dei tedeschi rimasero alte a causa della disparità nella qualità dell'addestramento dei piloti. Il 7 aprile 1945, ad esempio, dei 183 tra Fw 190 e Bf 109 che erano partiti per una missione di intercettazione diurna scortati da una consistente forza di Me 262 solo 15 fecero ritorno alla base. I tedeschi riportarono la perdita di 133 caccia e l'abbattimento di 50 bombardieri USAAF, mentre in realtà solo 8 velivoli statunitensi erano stati distrutti.
In questo periodo l'invasione alleata del territorio metropolitano tedesco era ormai iniziata e gli aeroporti e le basi della Luftwaffe nella Germania occidentale venivano man mano conquistati. L'aviazione tedesca continuava a difendere lo spazio aereo di quello che restava del Reich, ma soffriva pesanti perdite mentre conduceva al contempo missioni difensive e missioni offensive contro le teste di ponte stabilite dagli Alleati lungo il fiume Reno. La Luftwaffe riportò alcuni successi, e per alcune missioni riuscì ad accumulare forze di 40 o 50 Messerschmitt Me 262; tuttavia le perdite causate alle formazioni dei bombardieri non furono decisive. La superiorità aerea alleata era schiacciante e colpiva la Luftwaffe senza posa, in aria come a terra. Tra il 13 e il 15 aprile 1945 400 caccia tedeschi andarono distrutti al suolo.

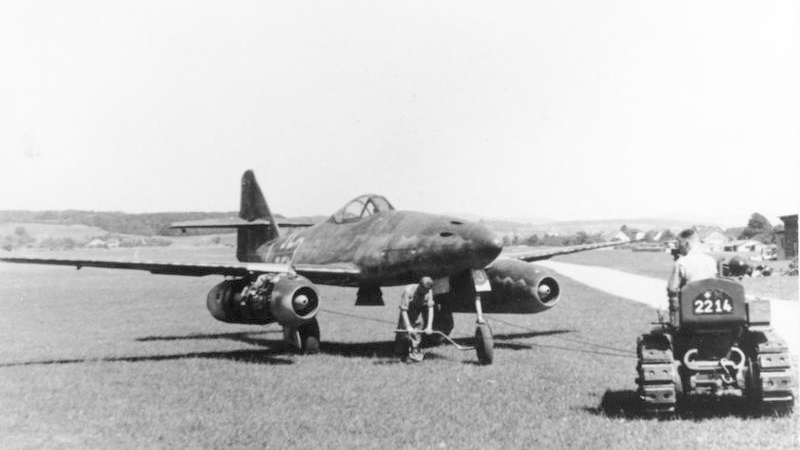
Un Messerschmitt Me 262 nel 1944-1945.

### Fine dei bombardamenti a tappeto
La campagna di bombardamenti a tappeto contro le città tedesche comunque non si fermò. Tra i raid più controversi portati a termine dagli Alleati ci fu quello su Dresda del febbraio 1945, che uccise 25 000 persone e venne giustificato con la necessità di facilitare l'avanzata dell'Armata Rossa da est. Dresda rappresentava un nodo di vie di comunicazione che, si riteneva, costituiva uno scalo importante per i materiali diretti al fronte orientale; agli Alleati risultava che dentro e intorno alla città fossero collocate industrie importanti, ma la reale importanza della città dal punto di vista bellico è oggetto di notevoli controversie, con storici che sostengono che Dresda era «praticamente priva di obiettivi militari». Poco dopo venne avviata l'operazione Clarion, in cui migliaia di caccia e di bombardieri vennero inviati all'attacco contro il sistema di comunicazioni ferroviarie, stradali e fluviali. Altri bombardamenti di eccezionale intensità ebbero luogo su Dortmund e su Berlino. I pochi Messerschimitt Me 262 continuavano a riportare notevoli successi contro i bombardieri statunitensi, ma senza effetti importanti su larga scala.
I bombardamenti strategici britannici e statunitensi cessarono nell'aprile 1945; ancora per qualche giorno alcuni reparti di Junkers Stuka cercarono di opporsi all'avanzata delle colonne corazzate sovietiche, mentre gli ultimi Me 262 riuscivano ad ottenere ancora qualche vittoria mentre venivano decimati dagli attacchi contro le loro basi.
La resa della Germania, firmata a Reims il 7 maggio 1945 e a Berlino l'8 maggio 1945, pose fine alle ostilità sul fronte europeo della seconda guerra mondiale.

### Annotazioni
1. ↑  L'area geografica interessata dalla campagna di difesa del Reich andò allargandosi nel corso del conflitto; nel luglio 1944, essa includeva la Germania, la Prussia orientale, l'Austria, la Cecoslovacchia, la Danimarca, i Paesi Bassi, il Belgio, la parte più a est della Francia centro-settentrionale, la Polonia, l'Ungheria e la Lituania. Si veda Boog, pp. 216-217.
2. ↑  Boog, p. 180 valuta in 8 286 gli aerei persi dalla difesa tedesca nel 1943; Hooton 1997, p. 284 dà per perduti 3 706 caccia diurni e 664 caccia notturni nel 1944. Ad essi si aggiungono 2 634 caccia diurni e 142 notturni persi nelle "sortite occidentali" del 1944.
3. ↑  I raid Circus erano missioni in cui un piccolo numero di bombardieri britannici volava su obiettivi tedeschi con un'imponente scorta di caccia; lo scopo di queste missioni, più che colpire gli obiettivi al suolo dei bombardieri, era quello di distruggere il maggior numero possibile di caccia nemici – i quali in genere attaccavano le formazioni Circus attirati dai bombardieri che agivano da esca. Si veda Price 1995, p. 52.
4. ↑  La filosofia che supportava l'impiego indiscriminato dei bombardamenti strategici attribuendo loro la capacità di vincere una guerra praticamente da soli (senza nemmeno la necessità di caccia di scorta) venne sintetizzata efficacemente dal primo ministro britannico Stanley Baldwin, che nel 1932 disse: «Il bombardiere passerà sempre; l'unica difesa è l'offesa, il che significa che dovete uccidere più donne e bambini più in fretta del nemico, se volete salvarvi.» Si veda Crosby, p. 15 Il testo completo del discorso A Fear For The Future è disponibile in inglese su Wikisource.
5. ↑  L'efficacia dell'artiglieria contraerea era tutto sommato limitata: per abbattere un singolo bombardiere statunitense, un cannone antiaereo da 88 mm doveva sparare in media 16 000 proiettili. Si veda Murray, p. 190.
6. ↑  Lo storico Adam Tooze ha affermato che «il Bomber Command bloccò il miracolo industriale di Speer». Si veda Tooze, p. 598.
7. ↑  Altre fonti parlano di addirittura 923 bombardieri della RAF abbattuti durante la battaglia della Ruhr; si veda Murray, p. 220.
8. ↑  Dove il carbone rappresentava la principale fonte di energia per l'industria tedesca.
9. ↑  Di queste, la maggior parte (circa 200) furono dovute al fuoco amico della contraerea che, in quella zona, era schierata a difesa dei campi di lancio delle V2. Si veda Dicorato, p. 718.
10. ↑  Nell'ultima battaglia aerea su Berlino, il 19 marzo 1945, 37 Me 262 attaccarono una formazione di 1 250 bombardieri statunitensi scortati da 300 caccia; vennero abbattuti 24 quadrimotori e 5 caccia al prezzo di solo 2 Messerschmitt, ma la superiorità numerica alleata era comunque sproporzionata. Si veda Dicorato, p. 720.

### Fonti
1. ↑  Caldwell e Muller, p. 9.
2. ↑  MacIsaac, p. 9.
3. 1 2  Frankland 2006, p. 276.
4. ↑  Frankland 1961, p. 253.
5. 1 2 3 4 5  Beaumont, p. 13.
6. 1 2 3  Cox, p. 115.
7. 1 2 3  Caldwell e Muller, p. 42.
8. ↑  Murray, p. 132.
9. ↑  Overy 1980, p. 409.
10. 1 2 3  Caldwell e Muller, p. 43.
11. 1 2 3 4 5 6 7  Caldwell e Muller, p. 46.
12. ↑  Caldwell e Muller, p. 288.
13. 1 2  Caldwell e Muller, p. 286.
14. 1 2  Caldwell e Muller, pp. 285-286.
15. ↑  Grant, pp. 254-255.
16. ↑  Caldwell e Muller, pp. 285, 287.
17. ↑  Caldwell e Muller, p. 287.
18. 1 2  Hooton 2010, p. 38.
19. 1 2 3 4  Caldwell e Muller, pp. 287-288.
20. ↑  Dicorato, p. 729.
21. 1 2 3 4 5  Murray 1983, p. 133.
22. ↑  Overy, p. 786.
23. ↑  Murray 1983, p. 138.
24. 1 2 3  Murray, pp. 253-255.
25. ↑  Dicorato, pp. 729-730.
26. 1 2 3 4 5  Overy 1980, p. 107.
27. 1 2 3 4 5 6  Overy 1980, p. 106.
28. ↑  Caldwell & Muller, pp. 34-35.
29. ↑  Grant, p. 238.
30. ↑  Koch, p. 127.
31. ↑  Koch, p. 124.
32. ↑  Caldwell e Muller, pp. 31, 36-37.
33. ↑  Caldwell e Muller, p. 40.
34. ↑  Overy 1980, p. 108.
35. 1 2  Grant, p. 239.
36. 1 2  Overy 1980, p. 110.
37. ↑  Hooton 1997, p. 121.
38. 1 2 3  Hooton 2010, p. 92.
39. ↑  Hooton 1997, pp. 122-123.
40. ↑  Hooton 1997, p. 123.
41. ↑  Hooton 1997, p. 122.
42. ↑  Hooton 1997, p. 125.
43. 1 2  Hastings, p. 235.
44. 1 2 3  Caldwell e Muller, p. 44.
45. ↑  Murray, p. 177.
46. ↑  Hall, p. 113.
47. ↑  Hall, p. 114.
48. ↑  Hall, p. 115.
49. ↑  Hall, pp. 115-117.
50. ↑  Hall, p. 117.
51. ↑  Hall, p. 118.
52. ↑  Caldwell e Muller, p. 49.
53. 1 2 3  Caldwell e Muller, p. 50.
54. ↑  Murray, p. 172.
55. ↑  Frankland 1961, p. 27.
56. ↑  Frankland 1961, pp. 22-24.
57. ↑  Frankland 1961, p. 30.
58. ↑  Frankland 1961, p. 37.
59. 1 2  Caldwell e Muller, p. 51.
60. ↑  Cooper 1981, p. 193.
61. ↑  Caldwell e Muller, pp. 51-52.
62. ↑  Caldwell e Muller, p. 52.
63. ↑  Cooper, p. 266.
64. ↑  Caldwell e Muller, p. 68.
65. ↑  Caldwell e Muller, p. 70.
66. ↑  Caldwell e Muller, p. 71.
67. ↑  Caldwell e Muller, p. 77.
68. 1 2 3  Caldwell e Muller, p. 81.
69. ↑  Grant, p. 250.
70. ↑  Jablonski, p. 186.
71. ↑  Caldwell e Muller, p. 137.
72. ↑  Craven e Cate, p. 699 v. 2.
73. ↑  Murray, pp. 229-231.
74. ↑  Craven e Cate, pp. 705-706 v. 2.
75. ↑  Frankland 1961, p. 118.
76. ↑  Cooper 1992, pp. 134-135.
77. ↑  Tooze, p. 601.
78. ↑  Boog, p. 52.
79. ↑  Cooper 1992, p. 44.
80. ↑  Cooper 1992, p. 142.
81. ↑  Grant, p. 243.
82. ↑  (EN)   Anton Joachimsthaler, The Last Days of Hitler: The Legends, the Evidence, the Truth, Trans. Helmut Bögler, London, Brockhampton Press, 1999  [1995], ISBN 978-1-86019-902-8.
83. 1 2  Grant, pp. 242-243.
84. ↑  Frankland 1961, p. 200.
85. ↑  Frankland, pp. 153-154.
86. ↑  Boog, p. 165.
87. 1 2 3 4 5  National Archives, p. 279.
88. ↑  Grant, p. 244.
89. ↑  Grant, p. 246.
90. ↑  Boog, p. 185.
91. 1 2  Murray, p. 220.
92. ↑  Hastings, p. 232.
93. ↑  Hastings, p. 233.
94. ↑  Kershaw, p. 206.
95. ↑  Caldwell e Muller, p. 119.
96. 1 2  Caldwell e Muller, p. 140.
97. ↑  Caldwell e Muller, p. 146.
98. ↑  Caldwell e Muller, pp. 149-150.
99. ↑  Hess, p. 73.
100. ↑  Caldwell e Muller, p. 162.
101. ↑  Caldwell e Muller, pp. 162-163.
102. 1 2  Caldwell e Muller, p. 163.
103. ↑  Girbig, pp. 28-30.
104. ↑  Caldwell e Muller, p. 189.
105. 1 2  Caldwell e Muller, p. 188.
106. ↑  Cox e Gray, p. 103.
107. ↑  Murray, pp. 240, 243.
108. ↑  Murray, p. 245.
109. ↑  Boog, p. 126.
110. ↑  Caldwell e Muller, pp. 247-248.
111. ↑  Caldwell e Muller, p. 253.
112. ↑  Hooton 1997, p. 259.
113. ↑  Hooton 1997, p. 284.
114. ↑  Hooton 1997, p. 261.
115. ↑  Hooton 1997, p. 262.
116. 1 2  Frankland 1961, pp. 139-141.
117. ↑  Girbig, p. 130.
118. ↑  Price 1993, p. 56.
119. ↑  Murray, p. 221.
120. ↑  Hall, p. 145.
121. ↑  MacIsaac, p. 23 v. 2.
122. ↑  MacIsaac, p. 24 v. 2.
123. ↑  Dicorato, p. 730.
124. ↑  MacIsaac, p. 25 v. 2.
125. ↑  MacIsaac, p. 26 v. 2.
126. 1 2  Craven e Cate, p. 286 v. 3.
127. 1 2 3 4 5  Caldwell e Muller, p. 190.
128. 1 2 3 4  Caldwell e Muller, p. 191.
129. ↑  Caldwell e Muller, p. 195.
130. 1 2 3  Caldwell e Muller, p. 198.
131. ↑  Craven e Cate, pp. 281-283 v. 3.
132. ↑  Biddle, p. 237.
133. ↑  Hall, p. 167.
134. 1 2 3  Hall, p. 157.
135. ↑  Price 1973, p. 138.
136. ↑  Craven e Cate, pp. 295-297.
137. ↑  Caldwell e Muller, pp. 201-202.
138. ↑  Girbig, p. 17.
139. ↑  Girbig, p. 18.
140. ↑  Girbig, p. 19.
141. 1 2  Caldwell e Muller, p. 226.
142. ↑  Caldwell e Muller, pp. 198, 210.
143. ↑  Craven e Cate, p. 645 v. 3.
144. 1 2  Craven e Cate, pp. 645-646 v. 3.
145. ↑  Murray, p. 314.
146. 1 2 3 4  Caldwell e Muller, p. 204.
147. 1 2  Caldwell e Muller, p. 205.
148. ↑  Murray, p. 303.
149. ↑  Murray, p. 312.
150. ↑  Cooper 1981, p. 349.
151. ↑  Hall, pp. 144-145.
152. ↑  National Archives, p. 365.
153. 1 2  National Archives, p. 368.
154. 1 2 3 4 5 6 7  Murray, p. 125.
155. ↑  Grant, p. 217.
156. ↑  MacIsaac, pp. 27-28.
157. ↑  Tooze, p. 650.
158. ↑  Hall, p. 160.
159. ↑  Caldwell e Muller, p. 261.
160. ↑  Manhro e Putz, pp. 272-273.
161. 1 2  Dicorato, pp. 709-711.
162. ↑  Price 1993, p. 176.
163. ↑  Girbig, p. 138.
164. ↑  Girbig, p. 139.
165. ↑  Dicorato, p. 719.
166. ↑  Biddle, pp. 254-257.
167. ↑  Dicorato, p. 720.

### Libri in italiano
- G. Dicorato, G. Bignozzi, B. Catalanotto, C. Falessi, Storia dell'Aviazione, Milano, Fratelli Fabbri Editori, 1973, ISBN non esistente.
- Chris Bishop, Gli squadroni della Luftwaffe, Roma, L'Airone, 2008, ISBN 978-88-7944-929-8.
- R.G. Grant, (ed. italiana a cura di R. Niccoli), Il volo – 100 anni di aviazione, Novara, DeAgostini, 2003, ISBN 88-418-0951-5.

### Libri in inglese
- Tami Biddle, Rhetoric and Reality in Air Warfare: The Evolution of British and American Ideas About Strategic Bombing, 1914-1945, Princeton and Oxford University, 2002, ISBN 0-691-12010-2.
- Horst Boog, Gerhard Krebs e Detlef Vogel, Germany and the Second World War: Volume VII: The Strategic Air War in Europe and the War in the West and East Asia, 1943-1944/45, Clarendon Press, 2001, ISBN 978-0-19-822889-9. (Versione tedesca:  Horst Boog, Gerhard Krebs e Detlef Vogel, Das Deutsche Reich under der Zweite Weltkrieg Band 7: Das Deutsche Reich in der Defensive: Strategischer Luftkrieg in Europa, Krieg im Westen und in Ostasien, 1943-1944/45, Stoccarda, Deutsche Verlags-Anstalt, 2001, ISBN 3-421-05507-6.)
- Martin W. Bowman e Theo Boiten, Battles With The Luftwaffe: The Bomber Campaign Against Germany 1942-45, Harper Collins, 2001, ISBN 0-00-711363-3.
- John Buckley, Air Power in the Age of Total War, UCL Press, 1998, ISBN 1-85728-589-1.
- Donald L. Caldwell, JG 26 Photographic History of the Luftwaffe's Top Gun, Motorbooks International Publishers & Wholesalers, 1994, ISBN 0-87938-845-5.
- Donald Caldwell, Muller Richard, The Luftwaffe Over Germany: Defense of the Reich, Greenhill books, 2007, ISBN 978-1-85367-712-0.
- Mathew Cooper, The German Air Force 1933–1945: An Anatomy of Failure, New York, Jane's Publishing Incorporated, 1981, ISBN 0-531-03733-9.
- Allan Cooper, Air Battle of the Ruhr, Londra, Airlife Publishing Ltd., 1992, ISBN 978-1-85310-201-1.
- Sebastian Cox, Peter Gray, Air Power History: Turning Points from Kitty Hawk to Kosovo, Frank Cass, 2002, ISBN 0-7146-8257-8.
- Sebastian Cox, The Strategic Air War Against Germany, 1939-1945: The Official Report of the British Bombing Survey Unit, Routledge, 1998, ISBN 978-0-7146-4722-7.
- Wesley Craven, James Cate, The Army Air Forces in World War II: Vol. I: Plans & Early Operations, January 1939 to August 1942, Office of Air Force History, 1983, ISBN 978-0-912799-03-2.
- Wesley Craven, James Cate, The Army Air Forces in World War II, Volume III: Europe: Argument to V-E Day January 1944 to May 1945., Office of Air Force History, 1983, ISBN 978-0-912799-03-2.
- Noble Frankland, The Strategic Air Offensive Against Germany, 1939-1945, Volume III, Part 5: Victory, Naval and Military Press, 2006, ISBN 1-84574-349-0.
- Noble Frankland, The Strategic Air Offensive Against Germany, 1939-1945, Volume II, Part 4: Endeavour, Her Majesty's Stationary, 1961, ISBN non esistente.
- Werner Girbig, Six Months to Oblivion: Defeat of the Luftwaffe Fighter Force Over the Western Front, 1944/45, Schiffer Publishing Ltd., 2004, ISBN 978-0-88740-348-4.
- Cargill Hall, Case Studies In Strategic Bombardment, Air Force History and Museums Program, 1998, ISBN 0-16-049781-7.
- Max Hastings, RAF Bomber Command, Pan Books, 1979, ISBN 0-330-39204-2.
- William Hess, B-17 Flying Fortress: Combat and Development History of the Flying Fortress, Motorbooks international, 1994, ISBN 0-87938-881-1.
- E.R. Hooton, Eagle in Flames: The Fall of the Luftwaffe, Londra, Arms & Armour Press, 1999  [1997], ISBN 1-86019-995-X.
- E.R. Hooton, The Luftwaffe: A Study in Air Power, 1933-1945, Londra, Arms & Armour Press, 2010, ISBN 978-1-906537-18-0.
- Edward Jablonski, Double strike: the epic air raids on Regensburg-Schweinfurt, August 17, Doubleday, 2010, ISBN 0-385-07540-5.
- Ian Kershaw, The "Hitler Myth": Image and Reality in the Third Reich, Oxford University Press, 1987, ISBN 0-19-280206-2.
- David MacIsaac, United States Strategic Bombing Survey Volume II, New York, Garland, 1976, ISBN 0-8240-2027-8.
- David MacIsaac, United States Strategic Bombing Survey Volume IV, New York, Garland, 1976, ISBN 0-8240-2029-4.
- John Manrho, Ron Putz, Bodenplatte: The Luftwaffe's Last Hope–The Attack on Allied Airfields, New Year's Day 1945, Hikoki Publications, 2004, ISBN 1-902109-40-6.
- Williamson Murray, Strategy for Defeat: The Luftwaffe 1933–1945, United States Government Printing, 1983, ISBN 978-9997393487.
- The Rise and Fall of the German Air Force, 1933–1945, National Archives, 2000, ISBN 978-1-905615-30-8.
- Danny S. Parker, To Win The Winter Sky: The Air War Over the Ardennes, 1944–1945, Da Capo Press, 1998, ISBN 978-1-85367-176-0.
- Robert Stedman, Jagdflieger: Luftwaffe Fighter Pilot, 1939–1945, Osprey, 2008, ISBN 978-1-84603-167-0.
- Richard Overy, The Air War, 1939–1945, Washington, Potomac Books, 1980, ISBN 978-1-57488-716-7.
- Richard Overy, Why the Allies Won, New York, Norton, 1995, ISBN 0-393-31619-X.
- Alfred Price, Battle over the Reich: The Strategic Bomber Offensive over Germany, Londra, Ian Allen, 1973, ISBN non esistente.
- Alfred Price, The Last Year of the Luftwaffe: May 1944 to May 1945, Londra, Greenhill Books, 1993, ISBN 1-85367-440-0.
- Alfred Price, Late Marque Spitfire Aces 1942-45, Oxford, Osprey Publishing, 1995, ISBN 1-85532-575-6.
- Andrew Thomas, Mosquito Aces of World War Two, londra, Osprey, 2005, ISBN 978-1-84176-878-6.
- Adam Tooze, The Wages of Destruction: The Making and Breaking of Nazi Economy, Londra, Penguin, 2006, ISBN 0-14-100348-0.
- John Weal, Focke-Wulf Fw 190 Aces of the Western Front, Osprey Publishing, 1996, ISBN 1-85532-595-0.
- John Weal, Bf109 Defence of the Reich Aces, Oxford, Osprey, 2006, ISBN 1-84176-879-0.

### Periodici in inglese
- Roger Beaumont, The Bomber Offensive as a Second Front, in Journal of Contemporary History, vol. 22, n. 1, gennaio 1987,  pp. 3-19.
- H. W. Koch, The Strategic Air Offensive against Germany: The Early Phase, May–Settembre 1940, in The Historical Journal, vol. 34, n. 1, marzo 1991,  pp. 117-141.
- Richard Overy, The German Pre-War Aircraft Production Plans: November 1936-April 1939, in The English Historical Review, vol. 90, n. 357, ottobre 1975,  pp. 778-797.
- Richard Overy, Hitler and Air Strategy, in Journal of Contemporary History, vol. 15, n. 3, luglio 1980,  pp. 405-421.